# Скульптура в Израиле

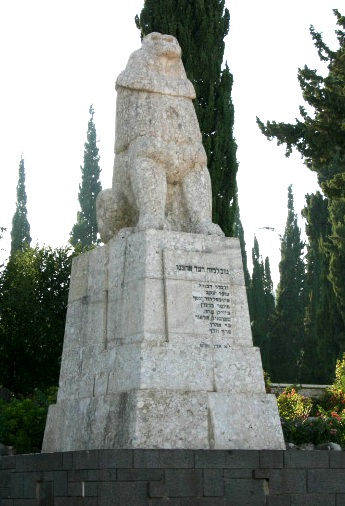
Авраам Мельников. Памятник «Рычащий лев» (1928—1934).

Скульптура в Израиле представляет собой совокупность скульптурных произведений, созданных в стране начиная с 1906 года — времени основания академии искусств «Бецалель». Процесс консолидации израильской скульптуры развивался под влиянием международного изобразительного искусства. В первые дни существования израильского искусства многие известные скульпторы, чьё искусство синтезировалось под влиянием европейской школы и еврейского национального самосознания, репатриировались в Эрец-Исраэль.
Тенденция создания локального направления скульптурного искусства начала развиваться в 30-е годы XX века с возникновением произведений «ханаанейской» скульптуры, созданных под влиянием европейского искусства с мотивами, взятыми из восточного, в основном, месопотамского изобразительного искусства. Целью применения этих мотивов, сформированных в национальных условиях, было отражение взаимосвязи между сионизмом и родиной. Несмотря на амбициозность абстрактного искусства, зародившегося в Израиле в середине XX века под влиянием движения «Новые горизонты», ориентированного на создание универсальной скульптуры, израильское скульптурное искусство обладало всеми характеристиками «ханаанейского» направления. В 70-е годы XX века, под влиянием международного концептуального искусства, израильское скульптурное искусство приобрело новые формы выражения. Эти методы существенно изменили определение скульптуры и позволили выразить политический и социальный протест, который до этого не находил отражения в израильском скульптурном искусстве.

## История

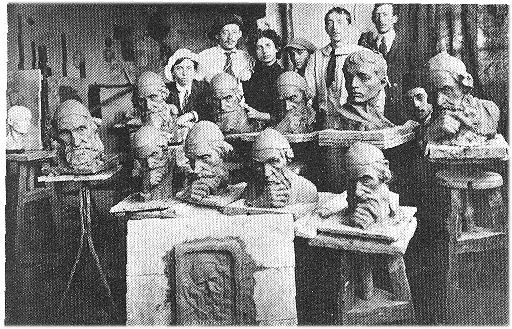
В студии академии «Бецалель» (1914).

Опыт поиска внутренних национальных ресурсов для развития израильской скульптуры XIX века был проблематичным в двух отношениях. Во-первых, и художники, и еврейское общество в Израиле не обладали достаточной национально-сионистской мотивацией, необходимой для сопровождения развития будущей израильской скульптуры. Во-вторых, в истории искусства не было традиций скульптурного творчества ни среди еврейских общин в Израиле, ни среди арабов и христиан, населявших Эрец-Исраэль в XIX веке. Исследования, проведённые Ицхаком Эйнхорном, Хавивой Пелед и Йоной Фишером, определили художественные традиции, характерные для того периода: в основном художественные оформления религиозного характера (еврейские и христианские), созданные для паломников, а также для экспорта и внутреннего потребления. Эти объекты включают декоративные календари, рельефные мыла, печати и т. д. с мотивами, заимствованными большей частью из традиций графического искусства.
В книге «Источники скульптуры Эрец-Исраэль», израильский искусствовед Гидон Эфрат связывает период начала становления израильской скульптуры с основанием школы искусств «Бецалель» в 1906 году. Тем не менее, он отмечает трудности, возникавшие при характеристике этого вида изобразительного искусства в Израиле в тот период. Причиной послужило влияние различных направлений европейского изобразительного искусства на скульптурное творчество в Эрец-Исраэль при относительно небольшой численности скульпторов-израильтян, многие из которых работали в течение длительного времени в странах Европы.
Вместе с тем, даже в художественной школе «Бецалель», которая была основана скульптором Борисом Шацем, направлению скульптурного изобразительного искусства не уделялось достаточно внимания, а специализацией школы была живопись и прикладное искусство графики и дизайна. В новой школе «Бецалель», созданной в 1935 году, скульптуре также не придавалось значения. Хотя в школе и было создано отделение скульптуры, но оно было закрыто через год, потому что воспринималось как вспомогательная студия, а не как независимое отделение. Вместо отделения скульптуры было открыто отделение керамики. Действительно, в те годы были представлены персональные выставки крупных скульптур в музее «Бецалель» и Тель-Авивском музее изобразительных искусств, но это были отдельные случаи, которые не отражали связь скульптуры и трёхмерного искусства. Такое отношение к созданию и становлению скульптурного искусства в Израиле преобладало до 60-х годов XX века.

### Скульптурное искусство Эрец-Исраэль в 1906—1939 годах

#### «Бецалель» и ранний период

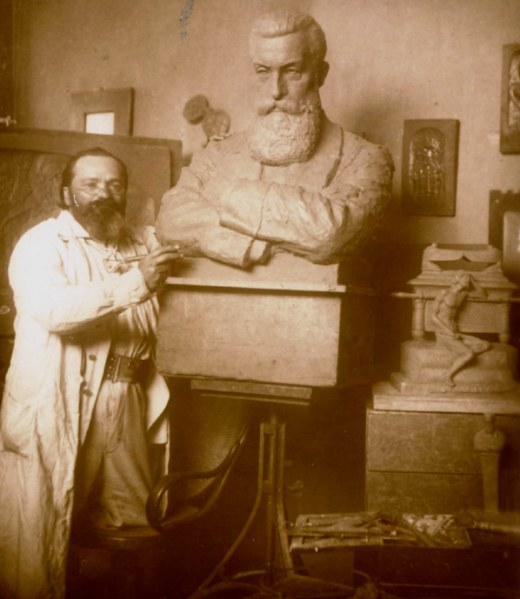
Борис Шац создаёт скульптуру Теодора Герцля

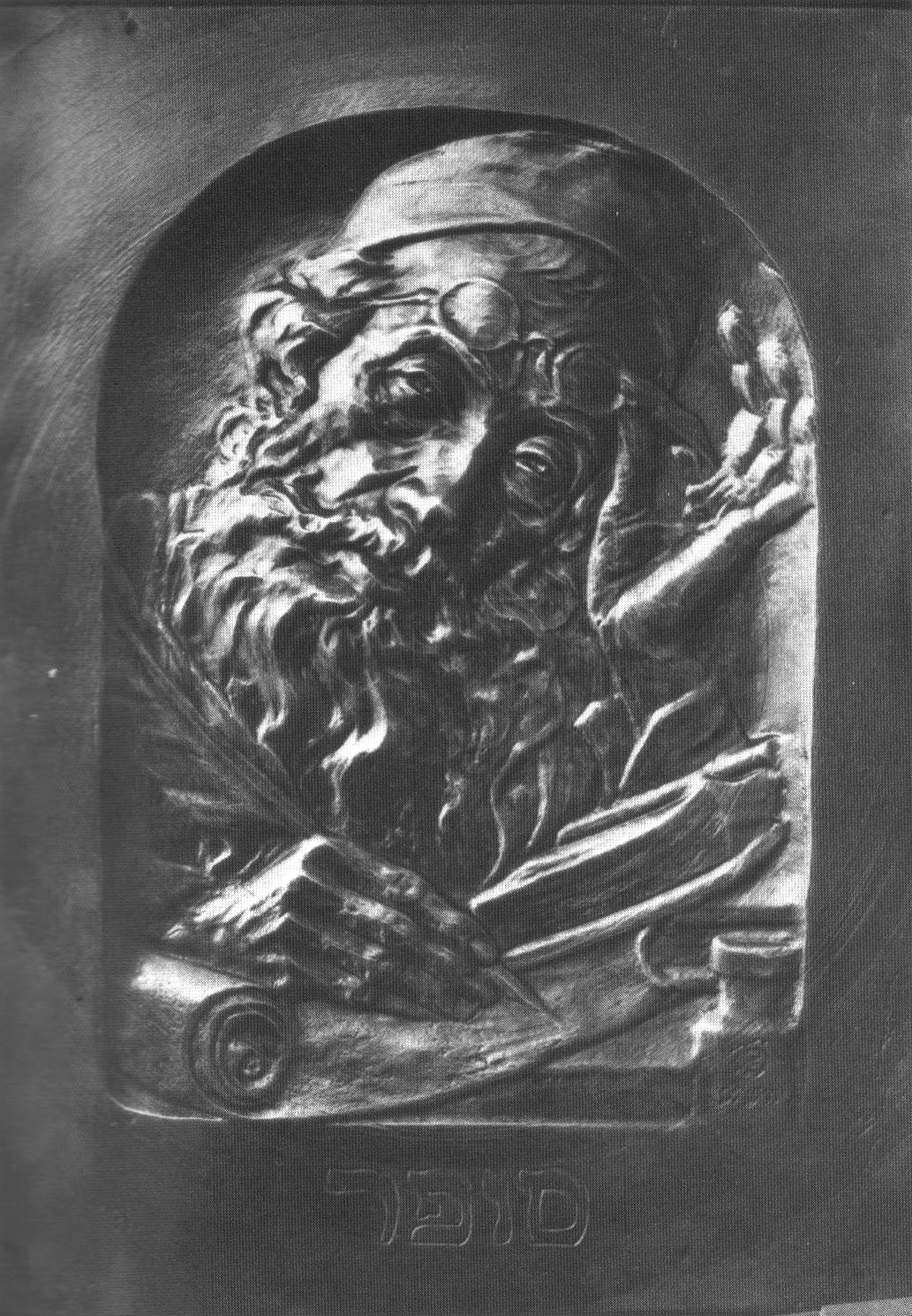
Борис Шац. «Писатель» (1912). Барельеф. Медь.

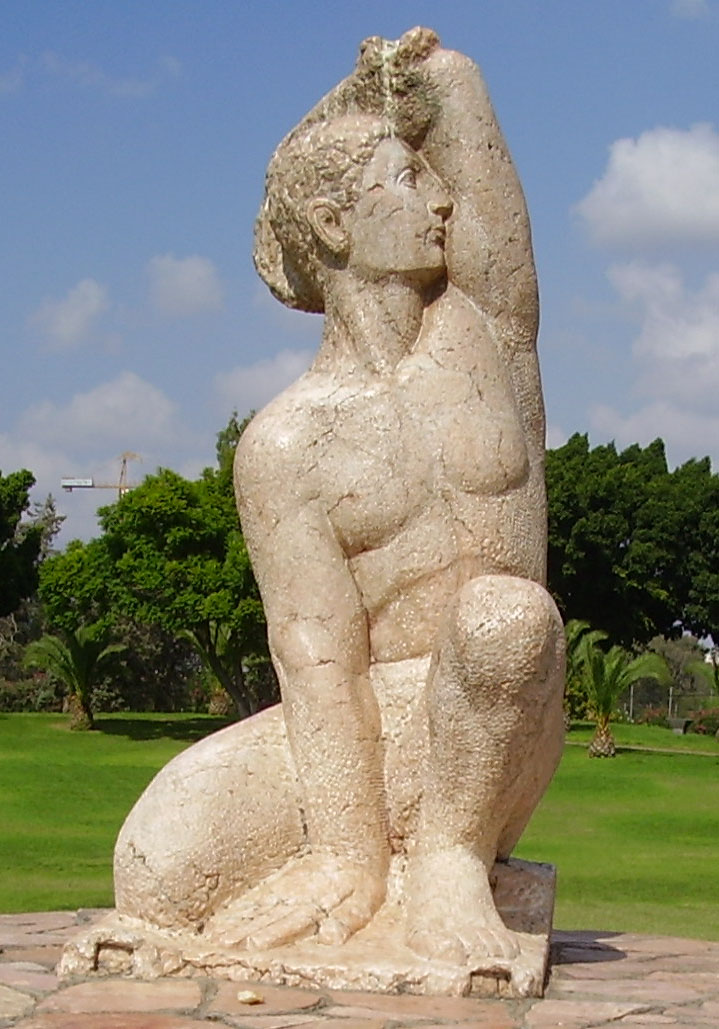
Авраам Мельников. «Пробуждение Иегуды» (1925). Национальный парк, Рамат-Ган

Началом становления скульптурного искусства в Израиле, как и израильского изобразительного искусства в целом, является основание школы «Бецалель» в Иерусалиме в 1906 году. Борис Шац, основатель «Бецалель», специализировавшийся в создании барельефных портретов и скульптур на еврейские темы в академическом стиле, изучал скульптуру в Париже у Марка Антокольского и был направлен им в Иерусалим.
Работы Шаца были пронизаны новым ощущением еврейско-сионистской принадлежности. Это нашло своё отражение в воплощении сюжетов и героев Танаха, которые были изображены в традициях европейского христианского художественного восприятия. Статуя Шаца «Маттатиягу Хасмоней» (1894), например, представляет национального лидера, еврейского священника Маттафию Хасмонея, держащего меч и наступившего ногой на тело греческого солдата. Такое представление связано с идеологией победы «добра» над «злом», как это отражено, например, в скульптуре Персея (XV век). Серия памятных барельефов в честь лидеров Ишува также создана в традициях классического искусства в сочетании с декором в духе модерна.
Влияние классического и ренессансного искусства проявилось во всех копиях скульптур Шаца, размещённых в доме инвалидов академии «Бецалель» в качестве идеальных моделей для учащихся школы. Среди этих работ была копия его статуи «Маттатиягу Хасмоней» (1894), представляющей национального лидера, еврейского священника, и копии — «Давид» и «Фото с дельфином» (1465) Андреа Верроккьо.
В направлениях школы «Бецалель» можно было выделить искусство живописи, иллюстрации и дизайна, в то время как работа в направлении скульптурного искусства была ограничена. Среди немногих семинаров, начатых в отделениях школы, были семинары резьбы по дереву и по изготовлению барельефов в память о лидерах сионизма и еврейского народа, а также семинары, посвящённые декоративно-прикладному искусству: техника листовой меди, инкрустация и тому подобное. В 1912 году была открыта кафедра резьбы по слоновой кости, также специализировавшаяся в прикладном искусстве. В своей докладной записке Шац отметил деятельность учреждения в различных сферах, в том числе в создании каменных скульптур студентами для серии «Еврейский легион» и семинар резьбы по дереву.
С первых дней создания школы «Бецалель» вместе с Шацем работали несколько других скульпторов. В 1912 году по приглашению Шаца в Израиль приехал Зеев Рабан, который преподавал в «Бецалель» скульптуру и анатомию. Рабан учился мастерству скульптуры в Мюнхенской академии художеств, а затем в парижском «Божаре» и в Бельгийской Королевской академии. Используя опыт своей графической практики, Рабан создал образные скульптурные барельефы в академическом, с восточными элементами, стиле. Так, композиция терракотовых фигур «Али и Самуил» (1914) представлена в образе йеменских евреев. Тем не менее, основная скульптурная деятельность Рабана заключалась в создании барельефных декоративных элементов.
Другие художники, также преподаватели «Бецалель», создавали реалистичные произведения в академическом стиле. Элиэзер Стрих, например, ваял бюсты лидеров Ишува. Другой художник, Ицхак Сыркин, вырезал портретные барельефы из дерева и камня.
Основной вклад в скульптурное изобразительное искусство этого периода внёс Авраам Мельников, который работал в школе «Бецалель». Свою первую статую Мельников создал в 1919 году, после того как приехал в Эрец-Исраэль для службы в «Еврейском легионе». В конце 20-х годов Мельников создал несколько характерных стилизованных каменных скульптур из терракоты. Среди наиболее известных его работ серия символических произведений, представляющих еврейское национальное возрождение, такие как «Пробуждение Иегуды» (1925), памятники «Ахад-ха-Ам» (1928) и Максу Нордау (1928). Кроме того, работы Мельникова были представлены на выставке художников Израиля в Башне Давида.
Памятник «Рычащий лев» (1928—1932) стал продолжением этой тенденции, оказавшись, однако, в тот период, вне рамок традиционного восприятия искусства еврейской общественностью. Работа по созданию памятника финансировалась Гистадрутом, Национальным комитетом и сэром Альфредом Мондом. Монументальная статуя льва высечена из гранита под влиянием первобытного искусства и месопотамской скульптуры VII — VIII века до нашей эры. В основном это отражено в анатомическом стиле дизайна персонажа.

#### Тридцатые годы

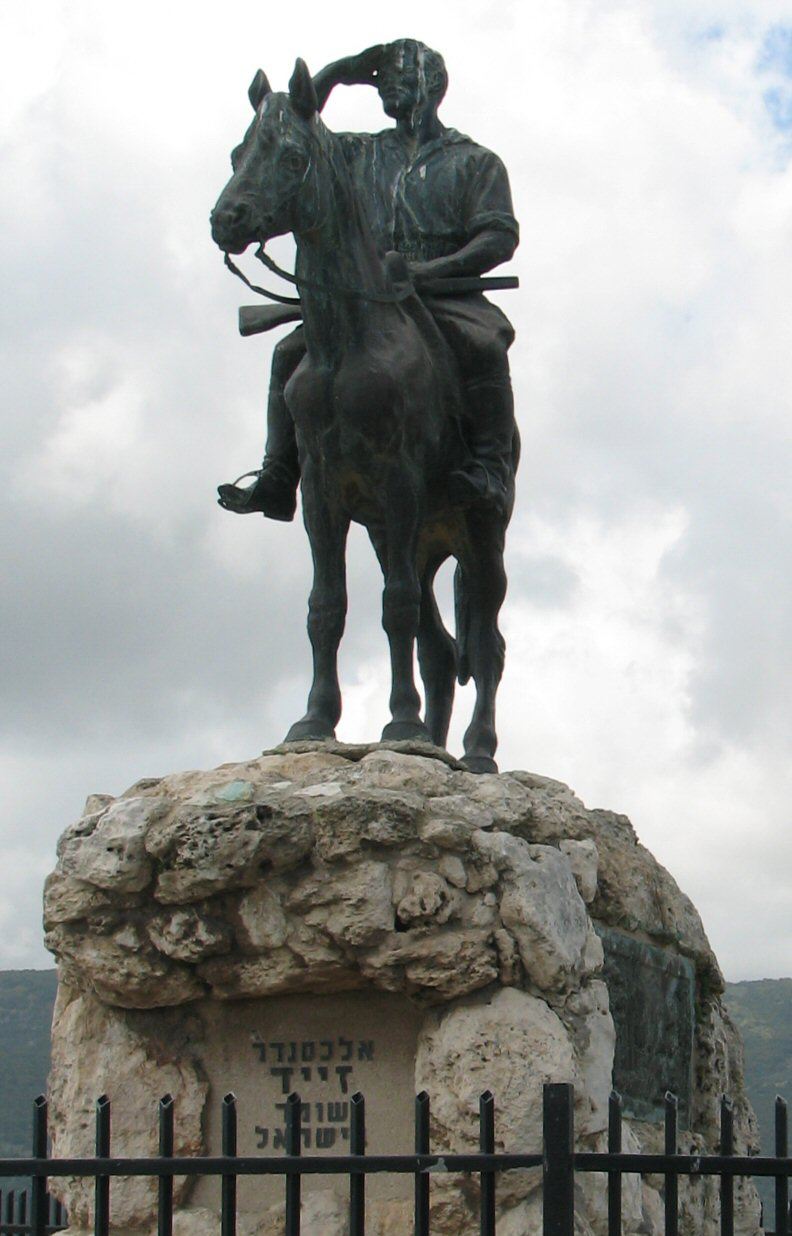
Полус, Давид
Памятник Александру Зайду (1938).
Бейт-Шеарим.

В произведениях скульпторов, работавших в Израиле в конце 20-х и начале 30-х годов XX века, представлен широкий диапазон стилистических влияний. Среди скульпторов одни были приверженцами школы «Бецалель», а другие, особенно пришедшие в израильское искусство после обучения в Европейских школах живописи и ваяния, находились под влиянием постмодернизма или экспрессионизма (в основном, немецкого).
Среди художественных работ студентов школы «Бецалель» особенно выделялись скульптурные работы Аарона Прайвера, который поступил в «Бецалель» в 1926 году. Его работы выполнены в сочетании реализма с архаичным стилем, или умеренным примитивизмом. Женские персонажи 30-х годов представлены в его работах посредством изогнутых линий и схематического изображения черт лица. Другой студент — Нахум Гутман, более известный своими картинами и иллюстрациями, в 1920 году отправился в Вену, а затем в Берлин и Париж, где он обучался скульптурному мастерству. Его работы, представляющие собой миниатюрные скульптурные изображения предметов, носили экспрессионистский характер и выражали тенденцию символьного примитивизма.
Произведения Давида Озеранского продолжили традицию декоративных работ Зеева Рабана. Он помогал Рабану в создании скульптурных композиций для здания YMCA в Иерусалиме. Основной работой Озеранского в эти годы стала скульптурная композиция «Десять племён» (1932), выполненная из десяти квадратных декоративных барельефов, символически изображающих десять культур, связанных с историей Израиля. Ещё одна работа Озеранского, созданная им в 1935 году — статуя льва перед зданием «Generali» в Иерусалиме.
Работы Давида Полуса, который профессионально не обучался ваянию, были выполнены в еврейской академической традиции, заложенной основателем школы «Бецалель» Борисом Шацем. Полус начал создавать скульптуры, совмещая творчество с работой каменщика в бригаде строителей. Его первой значительной работой, в которой было заметно стилистическое влияние школы «Бецалель», стала статуя «Давид Шеферд» (1936—1938), экспонировавшаяся на выставке в Рамат-Давиде. Другая монументальная скульптура «Памятник Александру Зайду» (1938), — отлитая из бетона конструкция, отображала характер «стража» — Александра Зайда, обозревающего Изреельскую долину. Центральная скульптура памятника была представлена реалистично, но в трактовке характера прослеживалась тенденция к восхвалению с акцентом на земное предназначение. Основой для памятника, созданного Полусом в 1940 году, послужили два тематических барельефа — «Лес» и «Пастух», выполненные в архаично-символическом стиле.
В 1910 году скульптор Хана Орлова отправилась из Израиля во Францию, где начала учиться в Школе декоративного искусства (École Nationale des Arts Décoratifs). В её работах, в том числе созданных ещё в период обучения во Франции, прослеживается значительное влияние течений французского искусства начала XX века, в основном, кубизма. Объёмные, очерченные плавным контуром статуи, вырезанные из камня и дерева, посвящены в основном представителям французского общества того времени. Однако, связь с родиной не прерывалась, и в 1935 году Хана Орлова продемонстрировала свои работы на персональной выставке в Тель-Авивском музее изобразительных искусств, а в 1949 году — в художественном музее Хайфы.
Другой скульптор, в работах которого заметно влияние кубизма — Зеев Бен-Цви. В 1928 году, после окончания школы «Бецалель», Бен-Цви продолжил обучение в Париже. По возвращении на родину он в течение короткого периода преподавал скульптурное искусство в Новой школе «Бецалель». В 1932 году Бен-Цви представил свою первую выставку в государственном доме инвалидов «Бецалель», а год спустя его выставка открылась в Тель-Авивском музее изобразительных искусств. Статуя Бен-Цви «Пионер-сеятель» была представлена на выставке искусства Ближнего Востока в Тель-Авиве в 1934 году. Так же как и произведения Ханы Орловой, эта работа, выполненная в стиле кубизма, достаточно реалистична и не противоречит нормам традиционного искусства

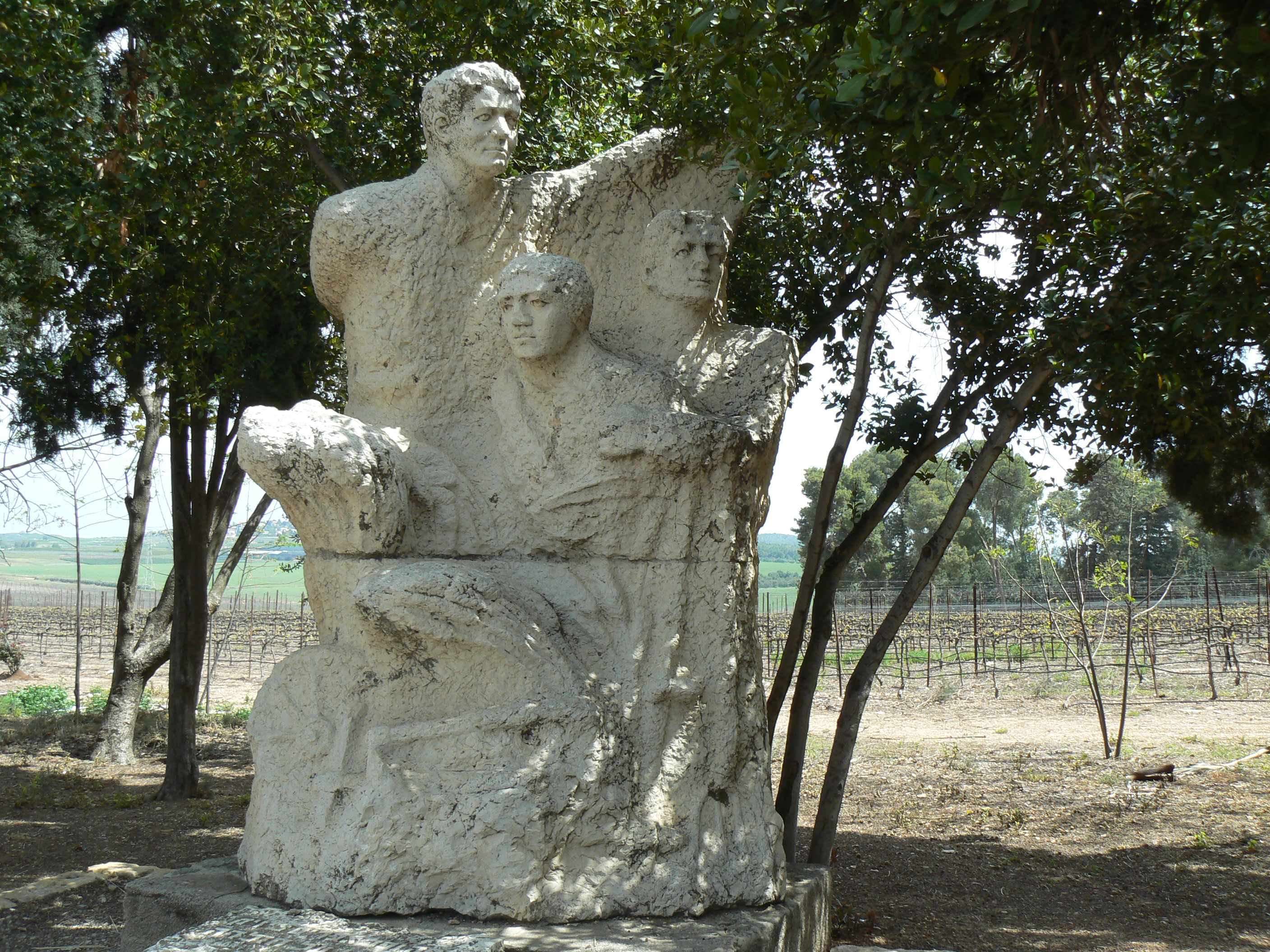
Лишански, Батья.
«Работа и защита»
(в лесу Герцля).

Влияние тенденций французского реализма заметно в скульптурных работах таких европейских художников начала XX века, как Огюст Роден, Аристид Майоль и других. Символьный характер замысла и формы присущ работам израильских мастеров ваяния и живописи: Моше Стреншуса, Рафаэля Хамицера, Моше Цифера, Иосэфа Константа (Konstantinovski) и Дова Фейгина; большинство из них обучались скульптурному искусству во Франции.
Влияние немецкого искусства и особенно немецкого экспрессионизма заметно в работах группы художников, которые приехали в Израиль после обучения в различных городах Германии и в Вене. Такие мастера, как Иаков Бранденбург, Труда Хаим, Лили Гомферц-Бятос, Георг Шницер создавали скульптурные образы, в основном портретные, используя палитру различных стилей, от импрессионизма до умеренного экспрессионизма.
Одной из этой плеяды стала Батья Лишански, которая училась живописи сначала в академии «Бецалель», а затем изучала искусство скульптуры в Парижской академии «Божар». После возвращения в Израиль под влиянием искусства Родена она создала выразительные, подчёркнуто реалистичные скульптурные образы. Лишански известна как автор серии памятников, первый из которых — «Работа и защита» (1929), — был установлен на могиле Эфраима Чижика, героя Хаганы, погибшего в бою в лесу Герцля. В характере этой скульптуры отражена сионистская утопия тех дней — героическая смерть за родную землю.
Заметное влияние на искусство этой группы художников оказало творчество Рудольфа Лемана. Он начал преподавать искусство ваяния в собственной студии в конце 30-х годов прошлого века. Леман был учеником немецкого скульптора Федермейера, специализировавшегося на создании изображений животных. В скульптурных образах Лемана прослеживается влияние экспрессионизма; это подчёркнуто выбором скульптурного материала и характером работ художника. Несмотря на общую оценку работ Лемана, важность изучения его методов создания произведений классической скульптуры из камня и дерева отмечали многие израильские художники.

### Ханаанейский абстракционизм (1939—1967)

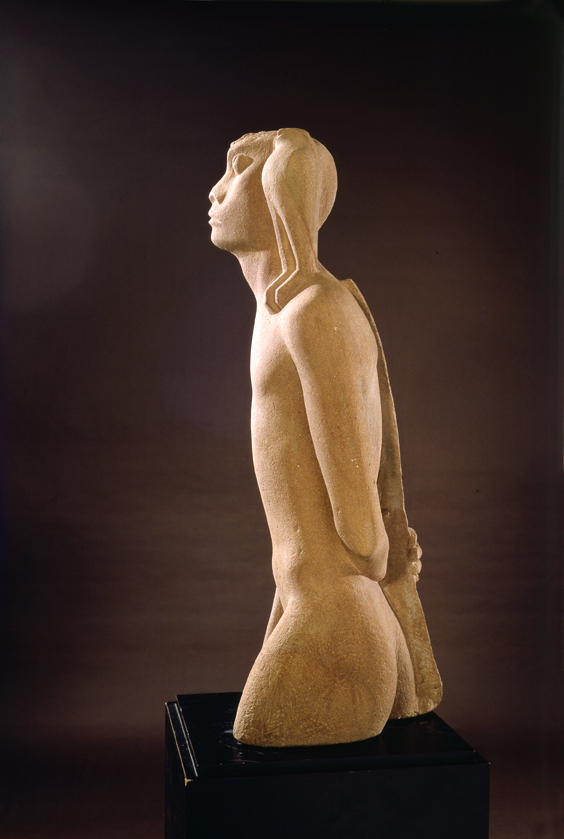
Ицхак Данцигер.
«Нимрод» (1939).
Высота 95 см. Коллекция Музея Израиля.

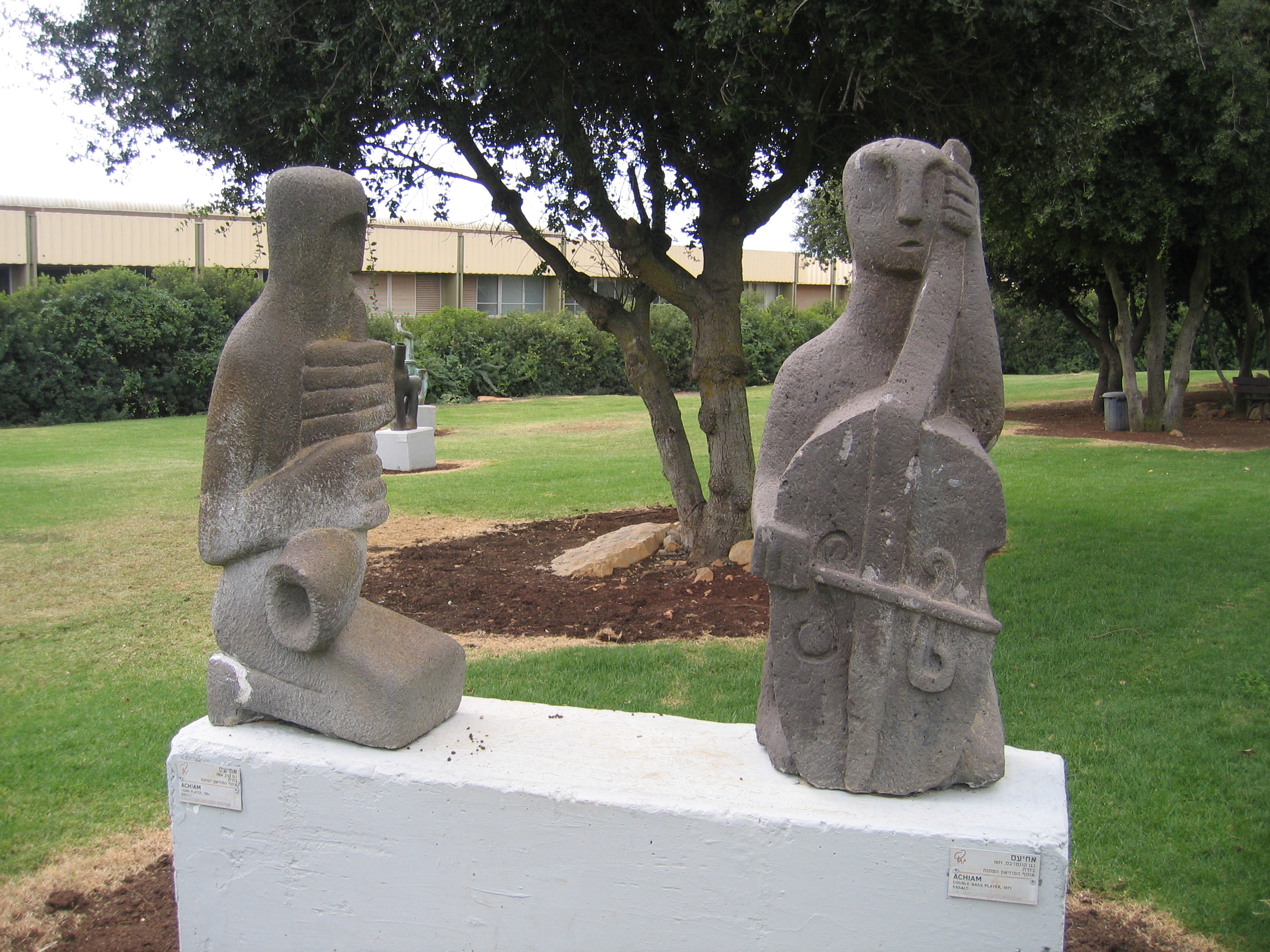
Ахиам.
«Контрабасист» (1971) и «Валторнист» (1964).
Открытый музей «Тефен».

#### Данцигер и «ханаанейская» скульптура
В конце 30-х годов в Израиле была создана группа «ханаанейцы» — движение в литературе и искусстве, целью которого стало уравнивание всех народов, живших на земле Израиля во 2-м тысячелетии до н. э., с еврейским народом, живущим в Израиле в XX веке, и создание новой культуры, нарушающей еврейскую традицию. Художником, которого отождествляли с этим движением, был скульптор Ицхак Данцигер, в 1938 году вернувшийся в Израиль из Англии, где он изучал изобразительное искусство. Предлагаемое Данцигером новое национальное «ханаанейское» искусство, антиевропейское, полное чувственности и экзотики Востока, отражало взгляды многих членов еврейской общины в Израиле. «Мечтой современников поколения, — писал Амос Кейнан после смерти Данцигера, — было объединиться в стране и на земле, чтобы создать образ, в частности, с атрибутами того, что находится здесь и у нас, и оставить особый след в истории. Только благодаря национализму экспрессионистская символическая скульптура приобрела исключительный стиль, в духе современной британской скульптуры»..

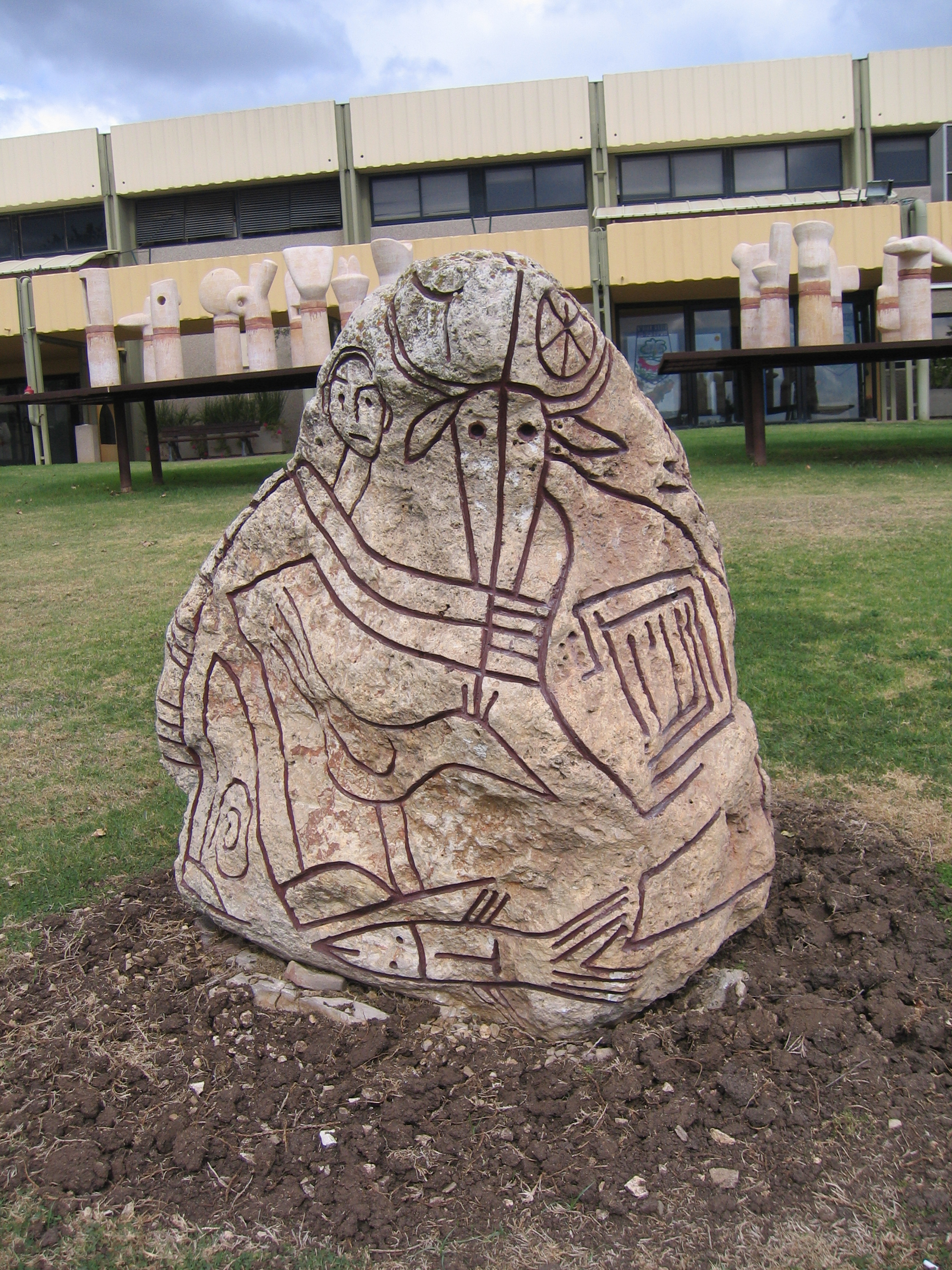
Офек, Авраам.
«Одобрение» (1966).
Известняк, 1.5 м. Музей Тефен.

Во дворе больницы, принадлежавшей отцу, в 1939 году Данцигер создал художественную студию, в которой работали молодые скульпторы: Биньямин Таммуз, Косо Элул, Йехиэль Шеми, Мордехай Гумпель и другие. В этой студии Данцигер занимался преподавательской деятельностью, а также создал свои первые значительные работы «Нимрод» (1939) и «Шабазия» (1939). Кроме того, студия приобрела известность среди многих художников того времени, которые использовали её для творческого общения.
Сразу же после презентации статуя «Нимрод» стала основным «яблоком раздора» в культуре Израиля. Статуя Данцигера представила в образе Нимрода библейского охотника — худощавого юношу, обнажённого и необрезанного, с мечом, плотно прижатым к телу, и с соколом, сидящим на его плече. Образ, созданный Данцигером, напоминает примитивные скульптуры ассирийской, египетской и греческой цивилизаций в сочетании с европейским духом 30-х годов XX века. В статуе совместилась уникальная гомоэротичная языческая красота и идолопоклонство. Такой симбиоз стал центром критики со стороны религиозных кругов еврейской общины. Однако, в противовес этому существовала и другая трактовка образа — видение в нём еврейского молодого человека новой формации. В 1942 году в израильской газете «Утро» было написано: «Нимрод это не просто статуя, он плоть от нашей плоти, дух нашей духовности. Он символ и памятник. Совокупность менталитета и отваги, монументальности, молодёжного бунта, указывающего на целое поколение… Нимрод будет вечно молодым…».
Презентация статуи в рамках «Первой групповой выставки художников Эрец-Исраэль» в мае 1944 года в театре Габима подняла дебаты вокруг «ханаанейской» группы. После выставки Данцигер рассказывал, что Ионатан Ратош, один из основателей движения, просил встретиться с ним. Критика «Нимрода» и «ханаанейцев» исходила не только со стороны религиозной общественности, которая протестовала против идолопоклонства, но и со стороны представителей светской культуры, протестующих против отрицания еврейского в еврействе. Таким образом, «Нимрод» оказался в центре спора, который начался намного раньше, чем была создана сама статуя.
Хотя в ретроспективе Данцигер не видел статую Нимрода в качестве образца израильской культуры, многие художники восприняли положительно скульптурное искусство ханаанейской группы. В 70-х годах XX века в израильском искусстве появились скульптурные изображения идолов и символьные изображения, выполненные в традициях примитивизма. Кроме того, влияние этой скульптуры распространилось на изобразительное искусство группы «Новые горизонты», многие представители которой создавали «ханаанейскую» скульптуру в начальный период своего творчества.

#### Скульптура группы «Новые горизонты»
В 1948 году было основано движение «Новые горизонты», которое отождествлялось с художественными ценностями европейского модернизма, особенно с абстрактным искусством. Основателями группы стали скульпторы Косо Элул, Моше Стерншус и Дов Фейгин; позже к ним присоединились другие скульпторы. Израильские скульптуры не доминировали не только из-за малой численности, но, в основном, из-за того, что приоритетным направлением считалось искусство живописи, сформированное членами группы во главе с художником Иосифом Зарицким. Большинство членов группы создавали произведения «чисто» абстрактной скульптуры, эти произведения имели также черты метафизической абстрактной символики, не имеющей ценности для искусства — как устаревшей и неактуальной. Моше Стерншус, например, описывал внутреннее давление, оказываемое на членов группы, с целью заставить их создавать произведения искусства с образными элементами. Это была долгая борьба, которая началась ещё в 1959 году, а через год было отмечено, что художественное сообщество наблюдает «торжество абстракции», которая достигла своего пика в середине шестидесятых годов. Стерншус рассказывал, что был случай, когда один художник очень хотел представить авангардную статую собственной работы. Однако у неё была голова, и поэтому один из членов комиссии отклонил предложение художника.

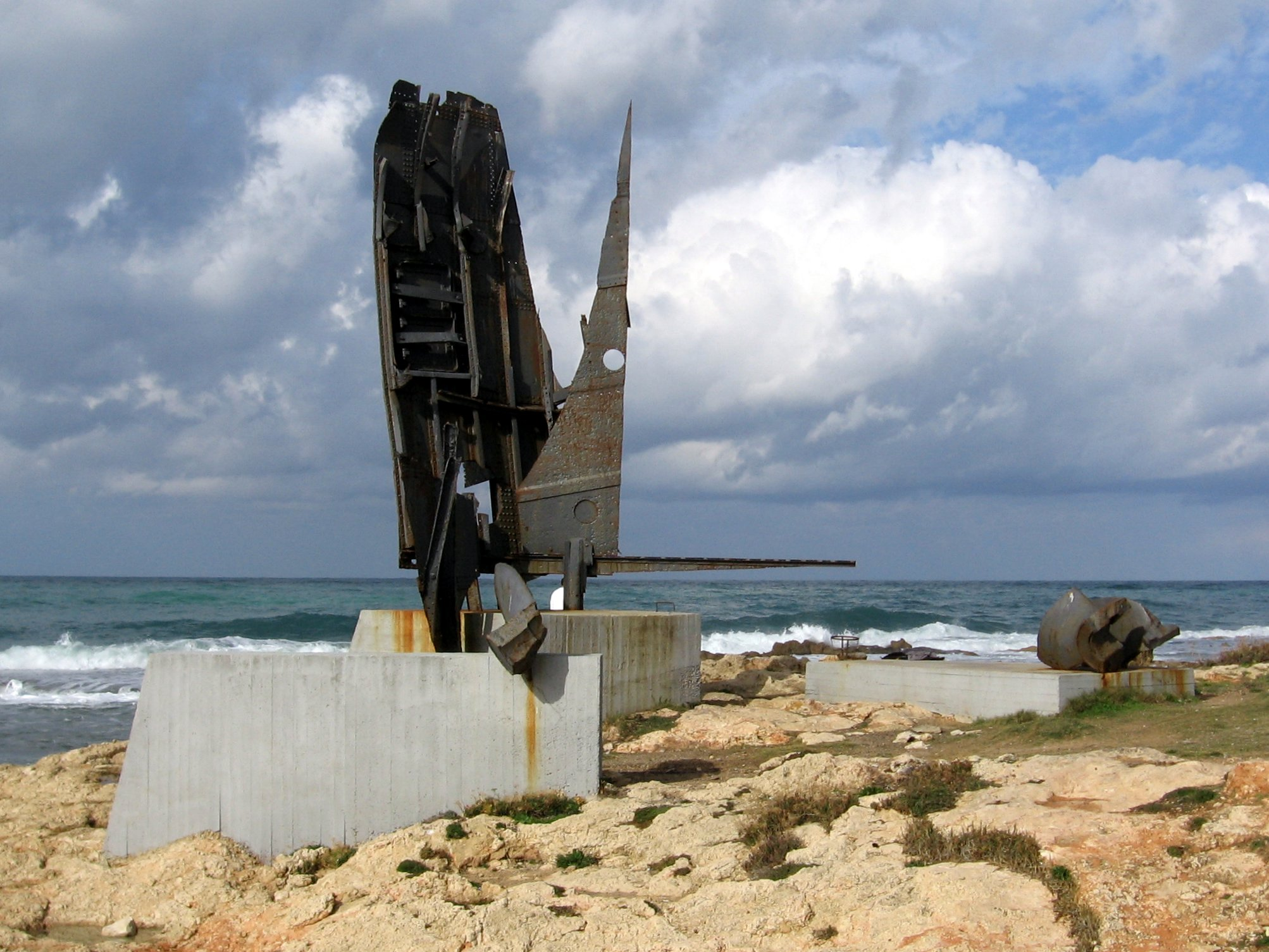
Шеми, Йехиель.
«Морская скульптура» (1964—1967).
Пляж Ахзив.

Гидон Эфрат в своем очерке о группе прослеживает тесную связь между искусством «Новых горизонтов» и искусством ханаанейской группы. Несмотря на международный акцент работ, многие из них связаны с мифологическими пейзажами Израиля. В декабре 1962 года, например, Косо Элул инициировал Международный симпозиум по искусству скульптуры, который состоялся в Мицпе-Рамон. Это событие стало примером растущего интереса к скульптуре в стране пейзажа (особенно пустынного ландшафта). Пейзаж воспринимался в то время как основа для многих памятников и мемориалов. В своём исследовании искусства 60-х годов XX века Йона Фишер высказал предположение, что интерес к ландшафту и магии пустыни «был вызван не только ностальгией по романтической природе, но также сыграл не последнюю роль в восприятии израильской культуры как лишённой связи с цивилизацией».

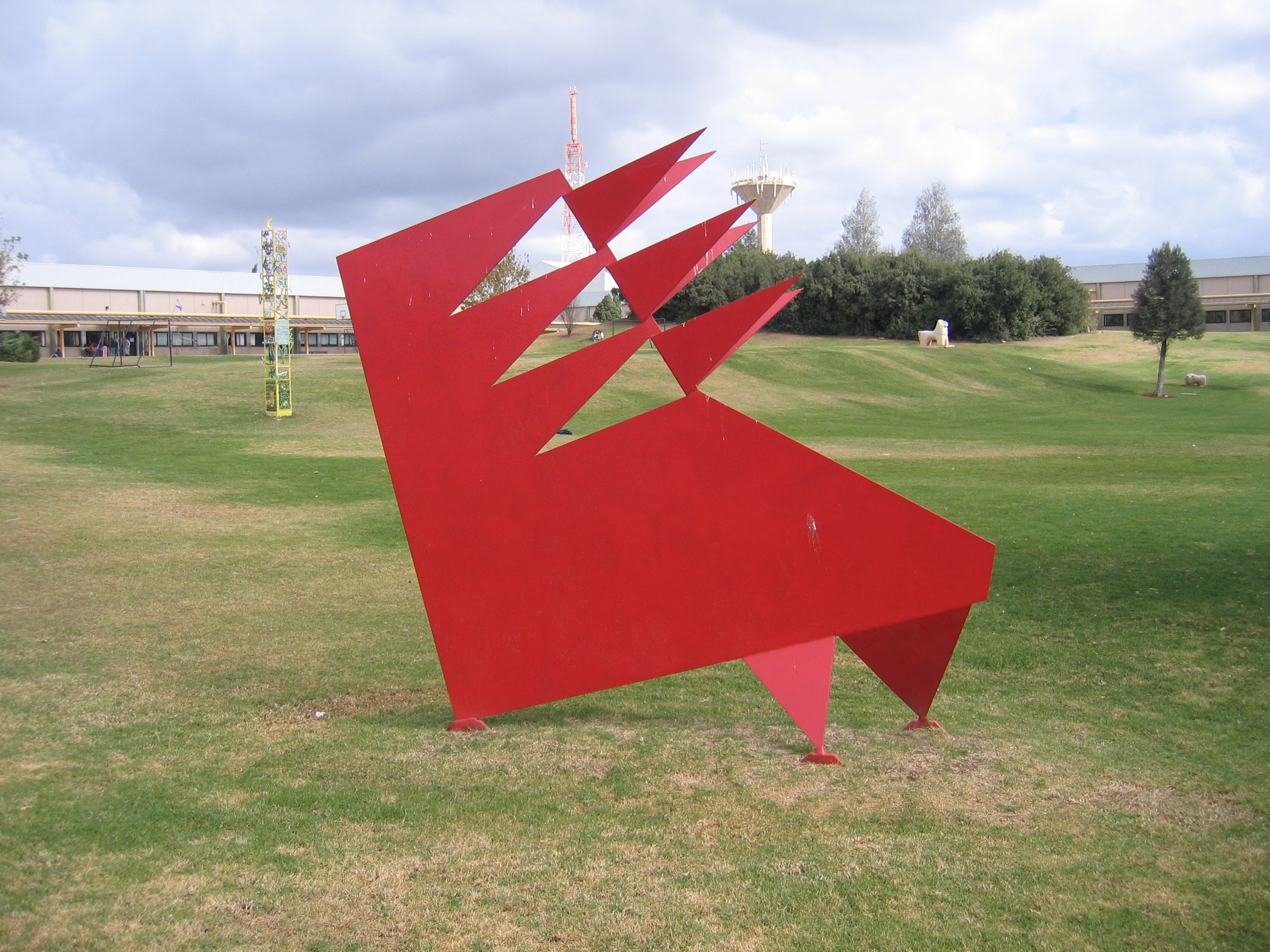
Дов Фейгин.
«Животное» (1958—1998).
Сталь, 2.5 м.
Открытый музей «Тефен»

Исследование произведений искусства каждой группы художников показало неоднозначность восприятия абстракции и ландшафта. Формирование характера в произведениях абстрактной скульптуры Дова Фейгина было частью процесса художественного поиска под влиянием международного искусства скульптуры, в особенности, произведений Хулио Гонсалеса, Константина Бранкузи и Александра Колдера. Основной поворот в творчестве Фейгина произошёл в 1956 году, когда он начал создавать композиционно динамичные скульптуры из металла, такие, как «Птица» и «Полёт», материалом для которых послужила сварочная проволока. Переход к полномасштабным работам, с использованием проволоки и изогнутого металлического листа, стал естественным процессом развития художественного мастерства Фейгина, на которое оказали влияние работы Пабло Пикассо, применявшего подобную технику в своём творчестве.
В сравнении с Фейгиным, творчество Моше Стерншуса характеризуется более постепенным развитием перехода к абстракции. После завершения учёбы в «Бецалель», Стерншус изучал искусство скульптуры в Париже. В конце 1934 года он вернулся в Тель-Авив и стал одним из основателей Института искусств и дизайна Авни. Работы Стерншуса того времени носили характер модернистской академической скульптуры, однако, они не воплощали национально-сионистские образы, свойственные школе «Бецалель». С середины 40-х годов стала заметна тенденция к созданию абстрактных скульптур со всё более широким использованием геометрических форм, изображающих фигуры людей. Одна из первых таких работ — скульптура «Танец» (1944), экспонировавшаяся в рамках групповой выставки художников Эрец-Исраэль вместе со статуей Нимрода. На самом деле, работы Стерншуса не были полностью абстрактными, так как они отражали не символы, а внутренний мир человека.

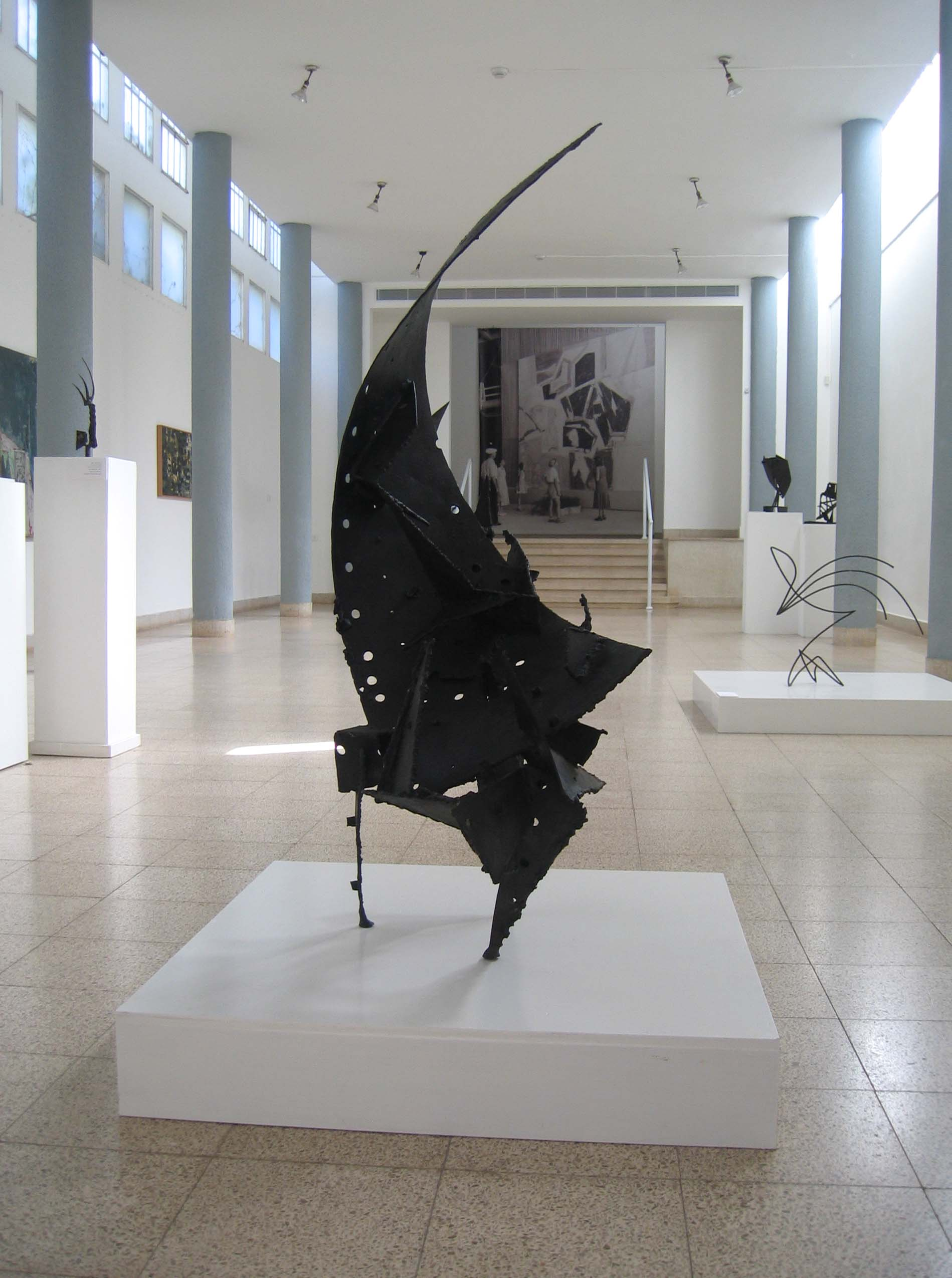
Ицхак Данцигер.
«Неопалимая купина» (1959).
Сталь, 130 см.
Коллекция Художественного музея Хайфы

Ицхак Данцигер начал создавать металлические скульптуры в 1955 году, когда вернулся в Израиль и присоединился к группе «Новые горизонты». Разработанный им скульптурный стиль в значительной степени был вдохновлён конструктивистским искусством, выраженным в формальной абстракции. Тем не менее, многие элементы творчества Данцигера носили явно ландшафтный характер, в том числе скульптурные работы, ассоциирующиеся с Танахом — такие как «Рога Хаттина» (1956), «Неопалимая купина» (1957), или созданные в таких местах, как Эйн-Геди (50-е годы) — «Овцы Негева» (1963) и другие. Во многом такое сочетание указывало на «ханаанейскую» направленность этих произведений.

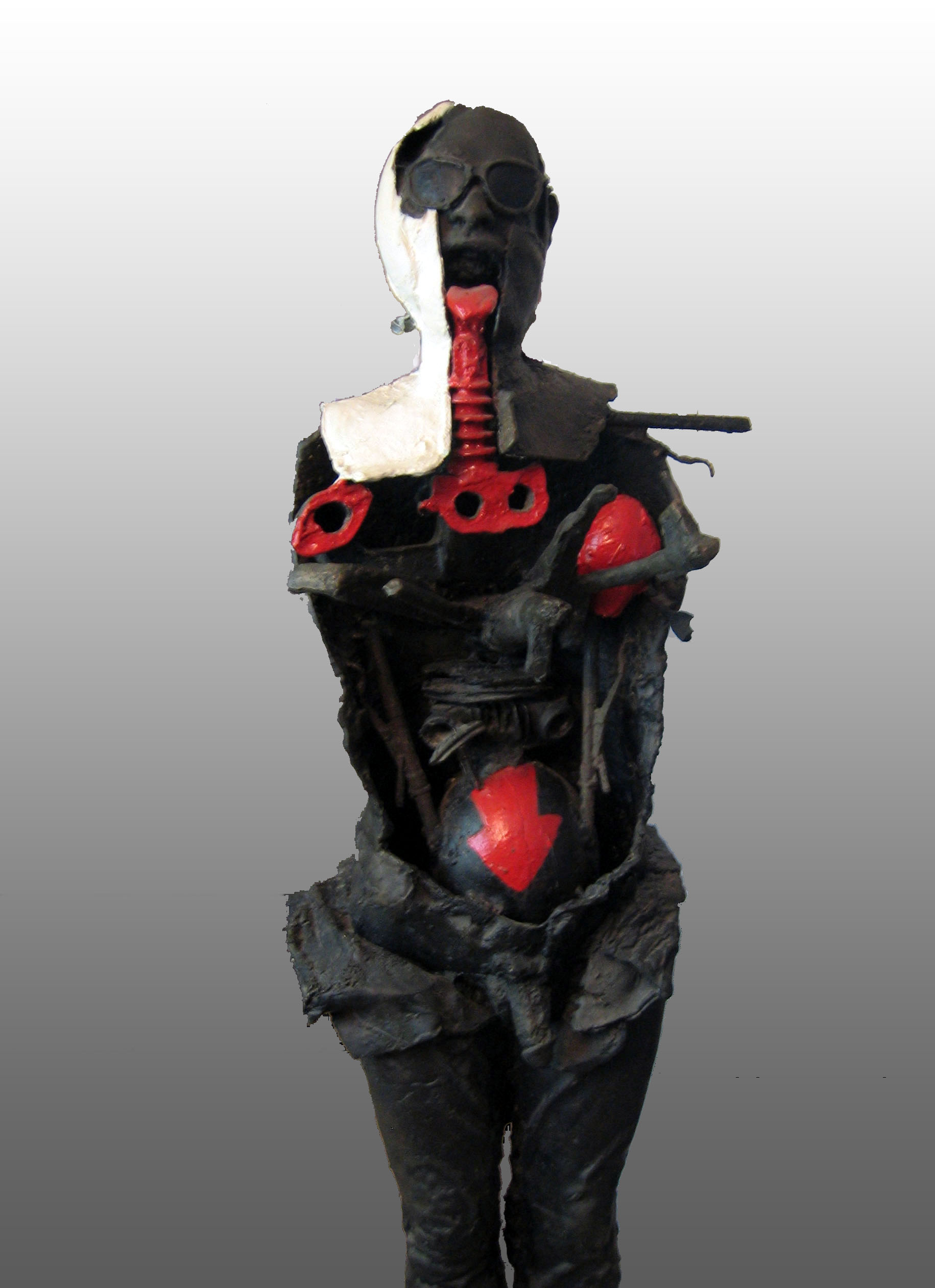
Игаль Тумаркин.
«Он шёл по полям» (скульптура) (1967)

Йехиэль Шеми, также один из учеников Данцигера, в 1955 году начал создавать скульптуры из металла. Это способствовало усилению абстракционистского характера его работ. Композиции, выполненные с использованием техники пайки, сварки и фольги, стали одними из первых произведений группы, применившей эти методы. В таких работах, как например, «Миф» (1956), проявилась существенная связь с ханаанейским искусством. В впоследствии Шеми отказался от создания работ с подчёркнуто символьным контекстом.
Рут Царфати родилась в Израиле и училась скульптурному мастерству в студии вместе с Моше Стреншусом, за которого она вышла замуж. Несмотря на стилистическую и социальную близость художников «Новых горизонтов», в работах Царфати присутствует особый независимый стиль, отличный от стиля других членов группы. Это нашло своё отражение, в основном, в образных скульптурах, созданных с применением округлённых линий. Статуя «Сидящая» (1953, например, изображает женскую фигуру, лишённую идентичности, но её выразительные линии характерны для экспрессионистской европейской скульптуры, как например, в работах Генри Мура. В другой серии скульптур, «Бэйби» (1959), фигуры детей и младенцев представлены в необычных гротесковых позах кукольных марионеток.

### Скульптура протеста
В 60-е годы в израильскую культуру начало проникать влияние американского искусства, особенно абстрактного экспрессионизма, поп-арта, а позднее и концептуального искусства. В дополнение к новым художественным формам, влияние поп-арта и концептуального искусства также явилось прямой ссылкой на политическую и социальную реальность того времени. Израильские художники, как правило, развивали в своём творчестве личностные темы, в значительной степени игнорируя участие и обсуждение израильской политической реальности. Скульпторы, приверженцы социальной или националистической тематики, воспринимали институт искусства как анахронизм.
Одним из первых художников, в чьих работах нашло отражение не только влияние международного искусства, но и политическая направленность, стал скульптор Игаль Тумаркин. В 1961 году по завершении работы в качестве сценографа в театре Бертольда Брехта «Berliner Ensemble», заручившись рекомендациями Йоны Фишера и Сэма Дубинера, он вернулся в Израиль. Первые работы Тумаркина представляли собой композиции, составленные из различных видов и частей оружия. Скульптура «Возьми меня под свои крылья» (1965—1964) выполнена в виде металлической оболочки, из которой выступают дула пистолетов. В 60-е — 70-е годы характерной особенностью политического искусства Тумаркина было сочетание тематики национальной с тематикой лирической (но не эротической). Аналогичный подход был применён и при создании известной скульптуры «Он шёл по полям» (1967), в которой проявился вызов мифическому образу «сабры»: на показ выставлен его израненный живот, в который, как плод в утробу, заключена округлая бомба. В своих работах 70-х годов Тумаркин использовал новые материалы, создающие так называемый эффект «лэнд-арта», такие, как земля, ветви деревьев и ткани. С их помощью художник стремился усилить восприятие политического протеста как одностороннего протеста общества против арабо-израильского конфликта.

### Скульптура в период 1967—1979 гг
После Шестидневной войны в израильском искусстве начали появляться способы выражения протеста противоположные тем, которые предлагал Тумаркин. Тем не менее, эти работы не были обычными скульптурами, созданными из дерева или металла. Под влиянием авангардного искусства, развивавшегося преимущественно в США, творчество молодых израильских художников подчинялось стремлению к художественной деятельности, стирающей границы между различными искусствами и не отчуждающей искусство от общественно-политической жизни. Скульптура в то время начала восприниматься не как самостоятельный художественный объект, а как непосредственное выражение физического и социального пространства.

#### Место, идея и действие: пейзажная скульптура в концептуальном искусстве
Дополнительный аспект новых художественных тенденций проявился в растущем интересе к израильскому пейзажу. Выполненные под влиянием лэнд-арта, такие работы отражали диалектическую связь между пейзажем Эрец-Исраэль и пейзажем Востока. Объектами многих произведений стали ритуальные и метафизические явления и характеры, что позволяет проследить непосредственное влияние на пейзажную скульптуру того периода искусства «Ханаанейской группы» и абстрактного искусства «Новых горизонтов».
Один из первых проектов такого рода в израильском концептуальном искусстве предложен скульптором Йешуа Нойштейном. В 1970 году Нойштейн в партнёрстве с Жоржет Белье и Жерардом Маркесом участвовал в разработке «Проекта Иерусалимской Реки». В проект были включены усиленные «рамколями» звуки, производимые шумом течения воды в Восточном Иерусалиме, на территории от подножия Абу-Тор и Сент-Клэр до Кедронской долины. Мнимая река создавала не только причину для вне-музейного искусства, но также и иронический намёк на мессианское чувство искупления после Шестидневной войны, в духе книг Иезекииля и пророка Захарии (гл. XIV).
Концептуальный аспект в развитии и трансформации израильского пейзажного искусства отражён в работах Ицхака Данцигера, в течение нескольких лет посвящённых местному пейзажу. По мнению Данцигера, было необходимо восстанавливать нарушенные отношения между человеком и средой его обитания. Этот подход привёл его к разработке проектов, направленных на возрождение достопримечательностей, экологии и культуры. В 1971 году работа Данцигера «Навесной пейзаж» дебютировала на выставке в Музее Израиля. В этой работе, выполненной из подвешенной ткани, на которой были изображены пятна различных цветов, нанесена пластиковая эмульсия, волокна целлюлозы и химические удобрения, при помощи света и системы орошения Данцигер вырастил траву. С помощью слайдов, представленных вместе с тканью, он показал, какой ущерб природе наносит современная индустриализация. Лейтмотивом выставки стало искусство, посвящённое единению человека и природы.
«Исправление» пейзажа, как миссия искусства, нашло своё продолжение в проекте «Реабилитация карьера Нешер», на западных склонах горы Кармель. Проект разрабатывался Данцигером совместно с экологом Зеевом Нава и почвоведом Джозефом Морина. Целью проекта, который так и не был завершён, было применение различных технологических и экологических средств для создания на остатках карьера новой окружающей среды. «Природа не возвращается в своё прежнее состояние, — говорил Данцигер, — нужно найти способ для создания новой общей концепции чтобы использовать природу заново». По завершении первого этапа проекта в 1972 году результаты усилий по восстановлению были представлены на выставке в Музее Израиля.
В 1973 году Данцигер начал собрать материалы для книги, документирующей его работу. При подготовке книги были собраны документы из археологических мест отправления культа и тех регионов современного Израиля, которые послужили автору источником вдохновения. Книга «Место» с фотографиями работ, эскизами к проектам и экологическими идеями, представленными в значении абстрактного скульптурного искусства (такими, как «Сбор дождевой воды» и тому подобными), увидела свет в 1982 году, уже после смерти Данцигера. Один из ишувов, описанных в этой книге, Бустан Хият на реке Сих в Хайфе, был основан Азизом Хиятом в 1936 году. Наряду с семинарами, проводимыми Данцигером в Технионе, и реализацией дизайнерского опыта, он также уделял много внимания поддержке и развитию зелёной зоны Бустана.
В 1977 году в ходе церемонии в честь открытия мемориала бригаде «Эгоз» на Голанских высотах было посажено 350 саженцев дуба. При создании памятника Данцигер, исполнявший обязанности арбитра в конкурсе по планированию и дизайну, предложил уделить особое внимание ландшафту, что по его мнению придало бы мемориалу более функциональный характер: «Мы понимали, что вертикальная структура, выполненная в виде скульптуры, пусть даже очень впечатляющей, не может конкурировать с горной грядой. Поднимаясь, мы обнаружили, что горные породы, которые выглядели издалека как текстура, являются подлинными и обладают особым характером». Это подтвердило и исследование святых для бедуинов и палестинцев мест в Израиле, мест, где деревья рядом с могилами праведников являются особыми характерными символами. Подчиняясь силе эмоций, люди вывешивают на эти дубы яркие синие и зеленые цветные ткани и загадывают желания.
Молодые художники, последователи Данцигера, создали в 1972 году серию работ в местности, находящейся между кибуцем Мецер и арабской деревней Мейсер. Миха Ульман, с помощью молодых людей из обеих общин, вырыл по яме в каждой из них и произвёл символический обмен землями. Моше Гершуни организовал церемонию, в ходе которой разделил землю кибуца Мецер между своими друзьями. Авиталь Гева открыл на территории, разделяющей две общины, импровизированную библиотеку, собранную из книг, напечатанных на бумаге фабрики «Амнир».
Вдохновлённый идеями Данцигера, Игаль Тумаркин в начале 1970-х годов завершил серию работ под названием «Ограды из оливковых деревьев и дубов», которая включала произведения эфемерной скульптуры, окружённые деревьями. Так же, как Данцигер, Тумаркин связывал эти работы с формированием жизнедеятельности поп-культуры, в частности, в арабских и бедуинских деревнях, и создавал их на своеобразном морфологическом художественном языке, следуя методу создания скульптуры бриколажа «Бедность».
 Тематика некоторых работ относится не только к мирному сосуществованию, но и к израильской политике. Такие работы Тумаркина, как «Распятие Земли» (1981) и «Бедуинское распятие» (1982), тематически посвящены изгнанию палестинцев и бедуинов и установлению на их землях «столпов распятия».
Ещё одной группой, действовавшей в том же духе создания метафизических произведений еврейской тематики, была группа «Левиафан», куда входили Авраам Офек, Михаэль Гробман и Шмуэль Аккерман. В 1975 году они опубликовали манифест, в котором охарактеризовали современное положение искусства, ссылаясь на три основных элемента: примитив, символ и знак. В работах этой группы сочетались концептуальное искусство, искусство лэнд-арта и еврейская символика. Авраам Офек в основном интересовался связью скульптуры с символизмом и религиозными образами. В серии его работ представлены зеркальные отражения букв иврита, слова с религиозной символикой, каббалистические и другие изображения ландшафтов или зданий. В работе «Световые сигналы» (1979), например, буквы спроецированы на людей, ткани и землю Иудейской пустыни. В другой работе — «America, Аfrica, Green Card» (1980) — слова изображены на стенах одного из дворов Тель-Хай.

#### Абстрактная скульптура: между мифологией и модернизмом

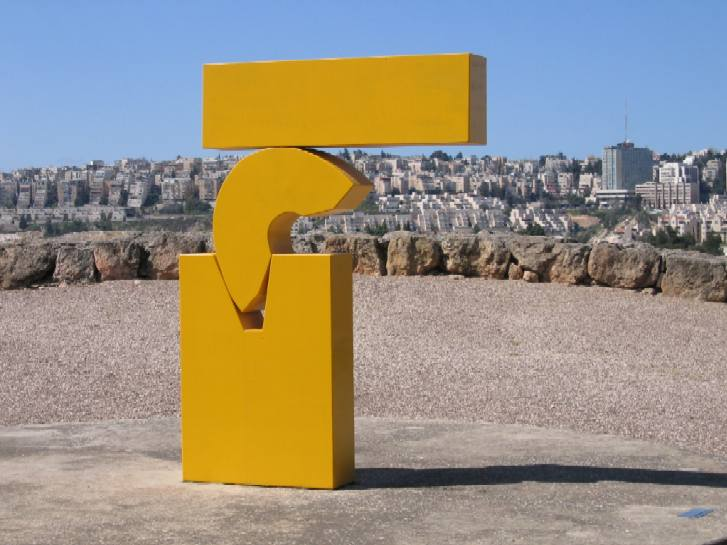
Менаше Кадишман.
«Напряжение» (1966).
Окрашенная сталь.
Музей Израиля

Для изучения абстрактной скульптуры Менаше Кадишман в начале 60-х годов отправился в Лондон. Художественный стиль, разработанный им в те годы, был следствием сильного влияния британского скульптурного искусства, яркими примерами которого стали работы Энтони Каро, одного из учителей Кадишмана. Тем не менее, аналогично искусству Данцигера и других израильских скульпторов, его стиль просочился в ландшафтную скульптуру и изображения ритуальных предметов. Во время своего пребывания в Европе Кадишман создал серию скульптурных образов людей и ритуальных жертвенников с элементами примитивизма. В некоторых из этих произведений, таких как «Стресс» (1966) или «Возвышение» (1967—1976), отражены чёткие геометрические формы.
В конце десятилетия, в таких работах, как «Акведук» (1968—1970) или «Сегменты» (1969), для разделения каменных блоков Кадишман использовал стекло, что вызывало структурное напряжение между различными частями скульптуры. По возвращении в Израиль в начале 1970-х годов он создавал работы в духе лэнд-арта. Одним из ключевых проектов была композиция (1972 год), в которой квадрат жёлтого цвета размещён у основания Музея Израиля. Работа воспринималась как глобальный памятник природе, которая является субъектом и объектом творческого процесса.

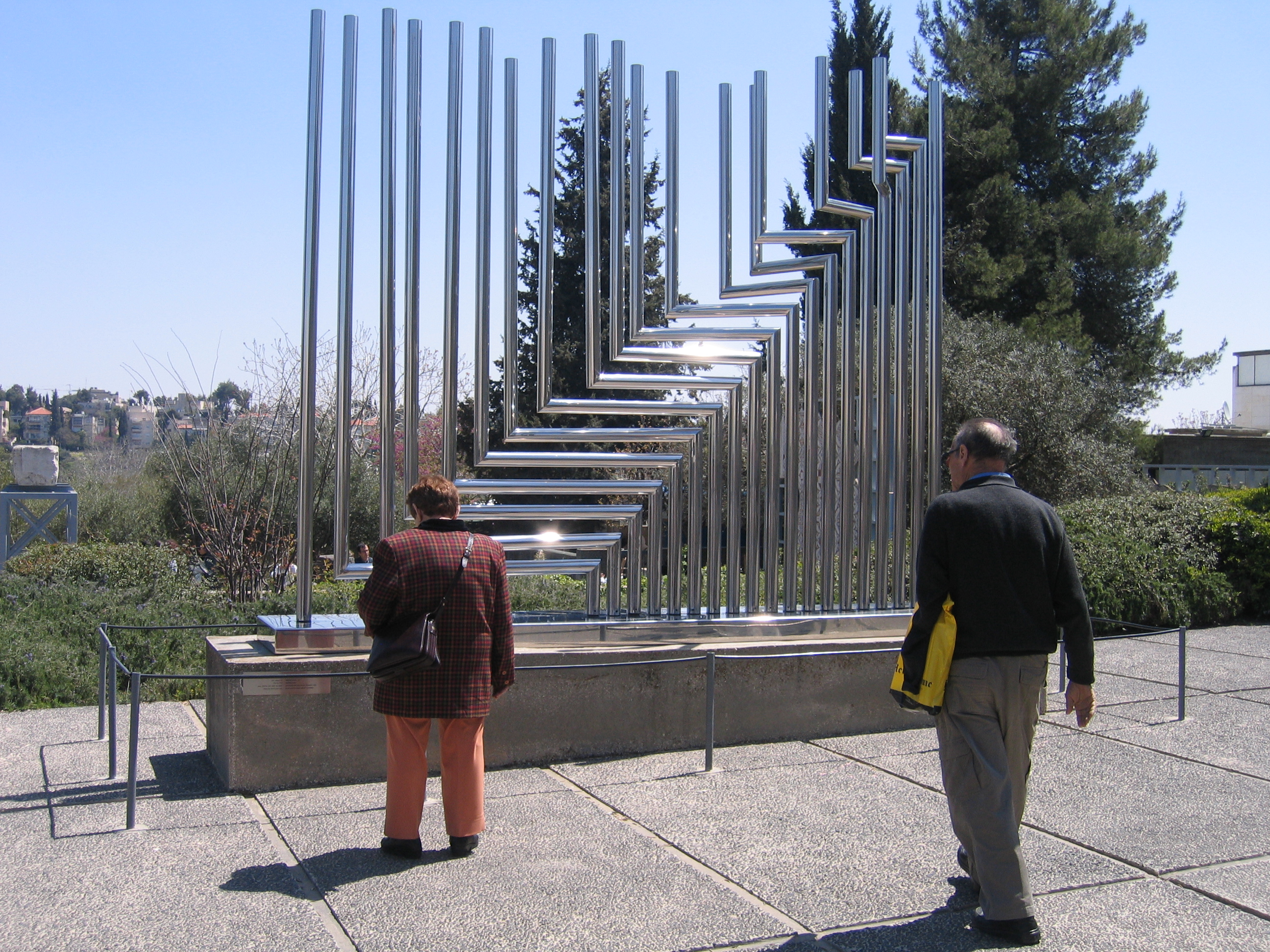
Яаков Агам.
«18 градусов» (1971).
Нержавеющая сталь,
Музей Израиля

Другие израильские скульпторы также создавали абстрактные символьные произведения. Тогда как скульптуры Майкла Гросса интерпретировали израильский пейзаж в абстрактном ракурсе, работы Яакова Агама содержали аспект еврейского богословия. Кроме того, скульптура Агама стала инновационной попыткой создать кинетическое искусство. Его работы, такие как «18 градусов» (1971), не только стирали грань между зрителем и скульптурой, но и призывали к активному исследованию.

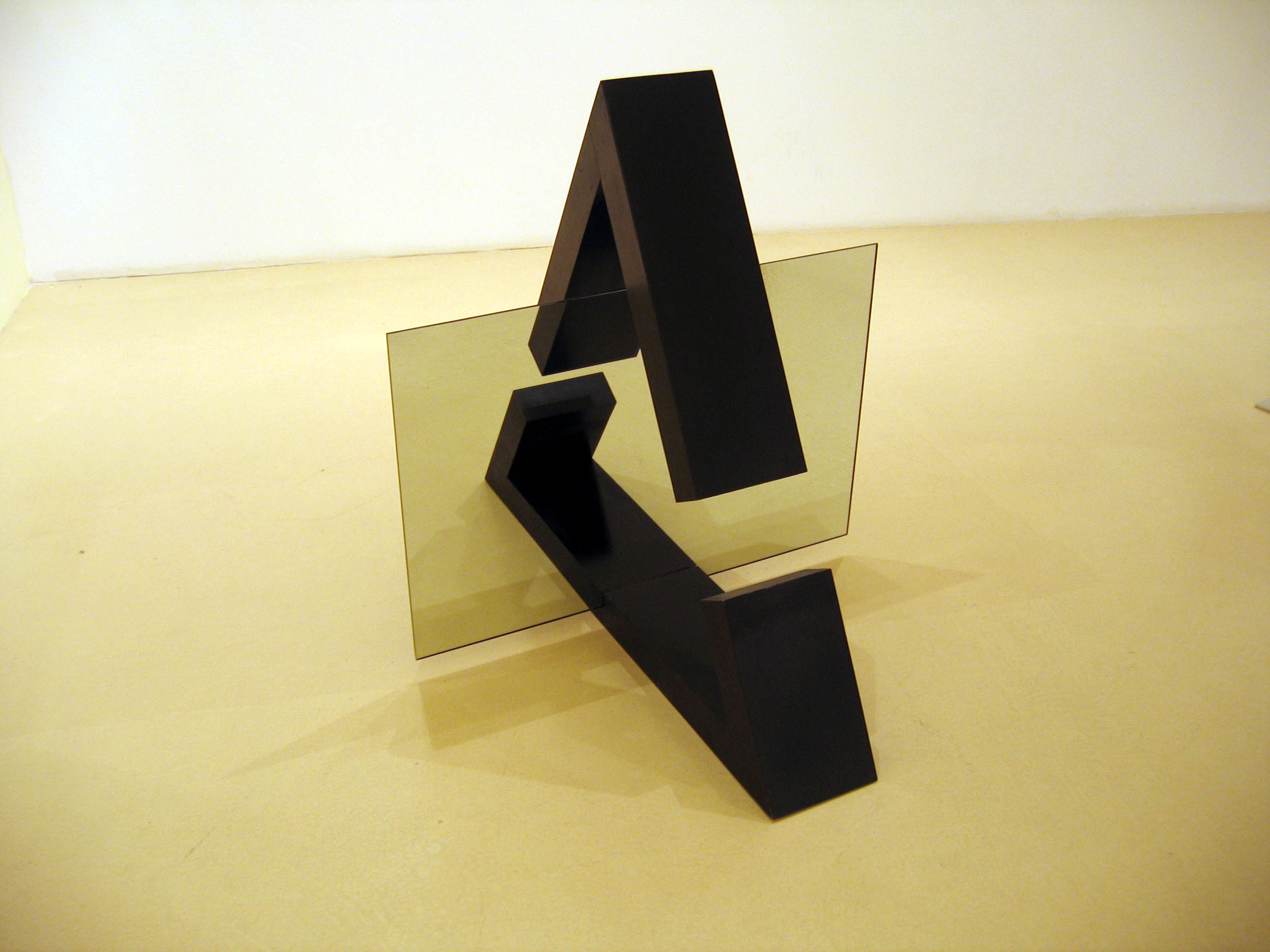
Шварц, Буки.
«Треугольник отражения/мышления» (1980).
Крашеное дерево и зеркало.

Различные виды символизма заметны и в произведениях Дани Каравана. Скульптуры, созданные Караваном на природе, начиная с «Памятника бригаде Негева» (1963—1968) и до «Белой площади» (1989), были известны в европейском авангардном искусстве как работы абстрактного символизма, изображающие израильский ландшафт. Используя методы модернистской архитектуры, особенно бруталистической, а также размещение скульптур в музейном пространстве, Караван создал своего рода взаимозаменяемые пейзажи, сформировав их заново, как утопию или попытку диалога с одним и тем же ландшафтом.
Миха Ульман продолжил и развил концепцию природы и подземных сооружений, сформулированную с минималистской эстетичностью. В его работе «Третья смена» (1980) представлены канализационные трубы, содержащие отходы обычного человеческого существования.
Буки Шварц впитал влияние концептуального искусства, главным образом, во время своего пребывания в Нью-Йорке. Работы Шварца формируют и одновременно разрушают отношение зрителя к произведению искусства. В фильме видео-арта «Видео» (1978—1980) Шварц показал разрушение геометрической иллюзии посредством оптических средств, обозначив иллюзорную форму в пространстве и разрушая её введением присутствия тела. В таких скульптурных работах, как например, «Зависание» (1976) или «Треугольник отражения/мышления» (1980), Шварц обратился к тяжёлой геометрической форме, путём добавления зеркал достигая иллюзии «полёта в воздухе» в стиле работ Кадишмана.

#### Личность, тело и действие: скульптура и изобразительное искусство в 70-х годах XX века
Влияние изобразительного искусства, начавшего развиваться в США в 60-х годах XX века, проникло в израильское искусство в конце того же десятилетия с деятельностью группы «Десять плюс» во главе с Рафи Лави, и группы «Третий глаз» под управлением Жака Катмора. Для критического анализа пространства многие скульпторы использовали различные возможности, которые предоставил им технический прогресс. Несмотря на то, что в работах того периода прослеживается отказ от необходимости реального физического представления, вместе с тем, очевидно однозначное отношение художников к пространству в политическом, социальном и гендерном аспектах.
Пинхас Коэн-Ган, создал в эти годы серию работ политического характера. Композиция «Прикосновение к границе» (7 января 1974) представляет собой четыре железные решетки на границе Израиля, где были арестованы израильские граждане, и размещённую на них информацию о демографии страны. В работе «Действия в лагере беженцев в Иерихоне» отражены события, имевшие место 10 февраля 1974 года к северо-востоку от Иерихона, недалеко от Хирбет аль-Фаджр. Коэн-Ган изобразил свой собственный опыт иммиграции и опыт палестинских иммигрантов, построивших палатку, похожую на парус лодки. Коэн-Ган также инициировал «Призыв к Израилю через 25 лет, в 2000-м году». В этом призыве говорилось: «Беженцем является человек, который не может вернуться на родину».
Художница Эфрат Натан создала серию произведений, отражающих разрыв отношений между зрителем и произведением искусства, в свете критики израильского милитаризма после Шестидневной войны. Среди наиболее известных её работ — скульптура «Голова», вырезанная из дерева маска на голове художницы. Натан надела её на следующий день после парада Цахаля в 1973 году и прошла по центральным улицам всего Тель-Авива. Форма маски в виде буквы «Т» напоминала крест или самолёт и ограничивала поле зрения.
В серии работ, созданных в 70-е годы скульптором Моше Гершуни, проявилось сочетание политической и художественной критики с поэзией. В его творчестве, которое стало известно в эти годы как концептуальная скульптура, проблема определения эстетического искусства рассматривалась как эквивалент политической проблемы в Израиле. Одним из произведений, отражающих эту тенденцию, была работа «Нежная рука» (1975—1978), в тематике которой Гершуни совместил газетный репортаж о злоупотреблениях в отношении палестинцев и печальное стихотворение о любви Залмана Шнеура, воспроизводимое голосом самого Гершуни, доносившимся из громкоговорителя, размещённого на крыше Тель-Авивского музея искусств. В этой работе минималистская и концептуальная эстетика была использована для критики сионизма и израильского общества.
Работы Гидона Гехтмана, созданные в эти годы, посвящены сложным отношениям искусства и жизни художника, а также диалектике художественного представления и реальной действительности. В коллаже из серии «Экспозиция» (1975), например, Гехтман изобразил церемонию бритья волос на теле при подготовке к операции на сердце, используя документальный стиль фотографии, медицинские записи и рентгеновские снимки, на которых показан клапан, имплантированный в тело. В другой работе, «Щётки» (1974—1975), волосы Гехтмана и членов его семьи были представлены в виде различных щёток-реликвий, размещённых в деревянных футлярах, оформленных в духе суровой минималистской эстетики.
Важной работой Гехтмана в тот период явилась композиция, представленная на выставке «Открытый семинар» (1975) в Музее Израиля. Выставка была посвящена подведению общественно-политического итога так называемого «еврейского труда» и включала работы Гехтмана как создателя нового отделения музея. На выставке Гехтман разместил некролог под названием «Еврейский труд» и фотографии арабских рабочих на строительных площадках. Эта работа, включавшая изображения представителей отдельных политических партий, отчётливо показала многогранные отношения между художником и обществом.

### Израильская скульптура в 80-е и 90-е годы XX века

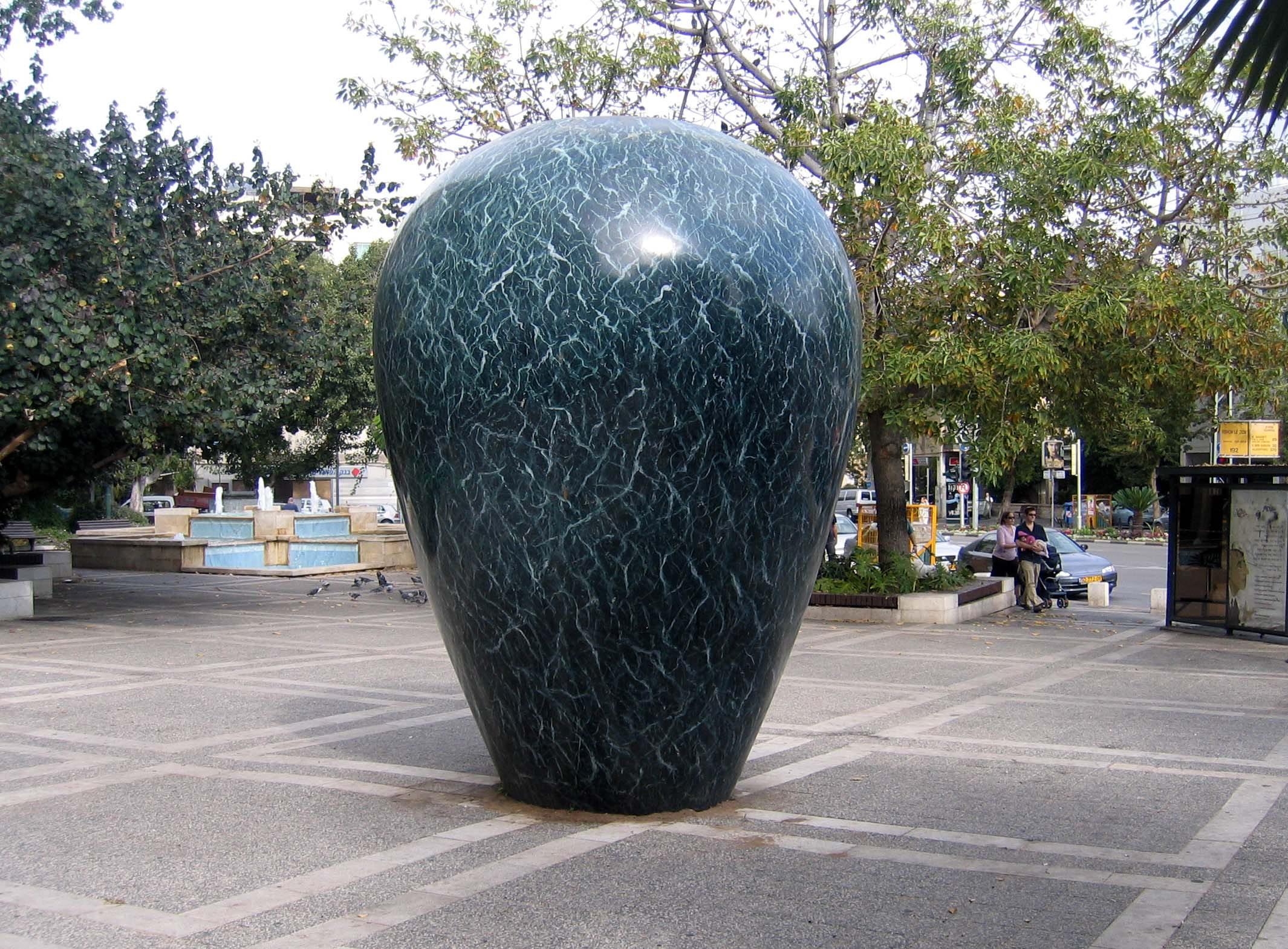
Гехтман, Гидон.
«Ваза» (1992).
Стекловолокно и краска. Увеличенная версия работы (1985).
Улица Ибн-Гвироль, Тель-Авив — Яффо

В 80-е годы XX века в израильскую культуру начало проникать влияние международного постмодернизма. В основном, влияние таких мыслителей, как Жак Деррида и Жан Бодрийяр, которые создали философскую концепцию семантической и относительной реальности. Идея о том, что представление «симулякра», то есть объекта внутри соотношения между заметным и отмеченным, не является его прямым обращением, создала восприятие статуса арт-объекта в целом и в скульптуре, в частности.
В работах Гидона Гехтмана отражён переход от концептуального подхода 70-х — 80-х годов к новой стратегии, которая преобразует реальный объект (некролог, больничную койку или игрушечную коляску) и постепенно становится произведением искусства. Актуальные элементы создавались заново с помощью различных искусственных материалов. Некролог, например, был освещён неоновым светом, как рекламный щит. Дополнительные материалы, используемые Гехтманом в этот период — формайк (огнеупорный пластик) и искусственный мрамор, также свидетельствовали об искусственности художественных представлений и их отделении от реальной трактовки.

#### Скульптура из фанеры в 80-е годы

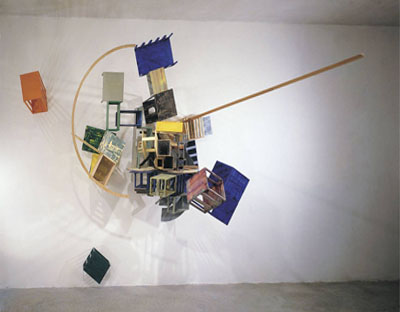
Тевет, Нахум.
«Jamma’in» (1986).
Промышленные и акриловые краски на дереве и алюминии, 290x300x275 см.
Коллекця Кунстхалле, Мангейм, Германия

В 80-е годы для работ некоторых израильских художников-скульптуров было характерно использование фанеры в качестве основного материала. Использование фанеры, как правило, в традициях плотницких работ, подчеркивало объём создаваемого объекта. Концепция такой скульптуры, в которой акцентировалось отсутствие героического, и достигшей пика своего расцвета в эти годы, связана со стилем «скудости материала». Одним из первых художников, создавших такие скульптуры в концептуально минималистском стиле в 70-е годы, стал Нахум Тевет. В отличие от его работ 70-х годов, которые были выполнены в традициях серьёзной эстетики, работы начала 80-х годов представляются массивом, состоящим из все более расчленённых структур, созданных в плотницких мастерских. Эти произведения характеризовались как «ловушка для приманки глаз проникновения (…), находящих ложные соблазны, некоторые из которых блокируют дорогу, ведущую к цели». В скульптурной группе под названием «Уроки рисования», сформированной в этот период и включающей такие скульптуры, как «Большая Медведица (Затмение)» (1984) и «Jamma’in» (1986), нашли отражение множество точек зрения, «продемонстрировавших нестабильность объекта в пост-современном мире».
Работы Дроры Домини представляли собой разобранные и собранные элементы домашней утвари, такие, как например, сломанная мебель. Для её абстрактных скульптурных композиций, сравнительно небольших, характерны абсурдные связи между различными предметами. К концу десятилетия Домини ввела в свои произведения дополнительные образы, воплощённые в поэтичных скульптурных композициях.
Ицхак Голомбек создавал свои деревянные скульптурные структуры в конце десятилетия. Эти работы представляют собой определённые предметы, сделанные из фанеры, с нарушением их естественного размера. Предметы и структуры представлены нагромождёнными друг на друга. Итамар Леви в своей статье под названием «Маленькая большая голова» охарактеризовал связь между зрителем и произведениями Голомбека как попытку разделить восприятие зрительное и восприятие значимости. Произведения, которые создавал Голомбек, представляли собой разъединённые структуры, вызывающие неприятие зрителя, который стремится к однородной идентичности и равномерному толкованию. В то время как форма объектов указывала на чёткую идентичность («Ключ», «Падение», «Зуб»), воплощение отвергало и разрушало физический смысл элементов.
Различные виды скульптурных инсталляций создавала, начиная с середины 80-х годов, группа «Зик». Работы из дерева с использованием комбинаций различных художественных техник предназначались для крупномасштабных спектаклей и торжественных мероприятий. Как правило, кульминационный момент таких мероприятий представлял собой публичную церемонию сожжения скульптурной структуры. В 90-е годы группа сосредоточила свою деятельность на преобразовании материалов, отказавшись от ритуалов сожжения.

#### Постмодернистские тенденции в израильском скульптурном искусстве
Другой эффект постмодернистского подхода заключался в попытке нарушить смысл социальной истории. Искусство больше не рассматривалось как идеология, которая поддерживает или выступает против дискурса израильского гегемона в качестве основы для отражения плюралистического и открытого дискурса реальности. В публикации 1977 года «Политическая революция» высказывается мнение, что в «дискурсе идентичности» до сих пор не фигурируют слои общества.
В начале 80-х годов в израильском обществе начали появляться художественные произведения, раскрывающие тему Холокоста. В произведениях «второго поколения» появились образы и характеры, взятые из истории Второй мировой войны и объединённые в попытке идентификации их принадлежности к еврейству и к Израилю. Среди этих новаторских работ выделялись произведение Моше Гершуни «Красная чеканка: Театр» (1980) и работы Хаима Маора. Более отчётливо эта тематика повторилась в 90-е годы. Большая группа произведений, созданных Игалем Тумаркиным, состояла из монументальных работ, отражающих различные аспекты Холокоста: начиная от его ужасов и до его трактовки в цивилизованном мире. В произведениях Пенни Ясур, например, Холокост представлен в серии структур и моделей, в том числе, намёков и цитат, связанных с войной. Работа «Screens» (1996) — железнодорожная карта Германии в 1938 году в виде барельефа на каучуковых пластинах, впервые продемонстрированная на выставке «Документ», отражает связь между памятью государственной и личной. Другие материалы, используемые Ясур в различных архитектурных пространствах, — металл и дерево, создают атмосферу отчуждённости и ужаса.
Важный аспект памяти Холокоста был связан с репатриацией и репатриантами в первые десятилетия государственности Израиля. Соответствующий художественный опыт сопровождался протестом против образа «израильского сабры» и особым вниманием к образам репатриантов. Скульптор Филипп Ранцер представил серию работ, изображающих иммигрантов и беженцев. В его работах, которые созданы как совокупность различных готовых материалов, отражено противоречие между постоянством и чувством нестабильности. Скульптура Ранцера «Коробка из Нес-Ционы» (1998) представляет собой восточного верблюда, несущего на спине жилище семьи самого Ранцера, расположенное (в прошлом) в Несс-Ционе. Фигуры членов семьи Ранцера представлены в виде скелетов.
В дополнение к теме Холокоста, в израильском искусстве 90-х годов появилась нарастающая тенденция отражения традиционных мотивов. Хотя в прошлом подобные мотивы появлялись в работах таких художников как Арье Aрох, Моше Кастель и Мордехай Ардон, в работах художников начала 90-х годов мир еврейской символики занял особое место. Среди художников, которые использовали эти мотивы, был Бело-Симион Файнаро. В его работах еврейские буквы и другие символы являются основой объектов, имеющих метафизическое и религиозное значение. В работе „Там“ (1996), например, Файнаро создал замкнутую структуру, окна которой изображены в форме буквы иврита „ש“ — „шин“. Другая работа — модель синагоги (1997) с фиксированными окнами в форме букв „א — ז“ — „алеф — заин“, представляющих дни сотворения мира.

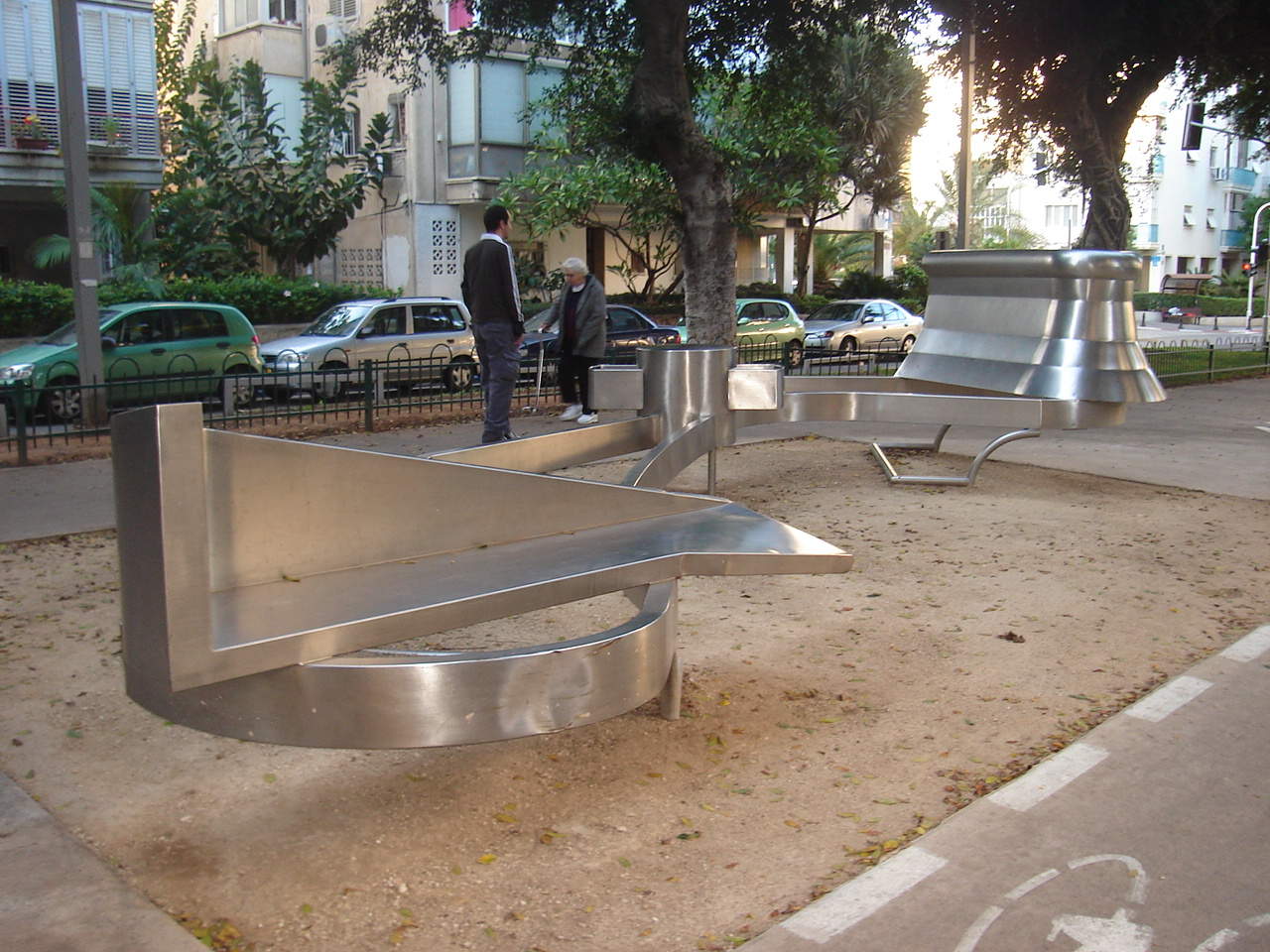
Фримор, Сигаль.
„Без названия“ (1989).
Бульвар Хен, Тель-Авив — Яффо

В 90-е годы стали появляться различные произведения искусства гендерной и сексуальной направленности. Сигаль Фримор представила произведения, отражающие женские образы западной культуры. В скульптуре на открытом воздухе (1989), размещённой на бульваре Хен в Тель-Авиве — Яффо, скамьи изображены в виде конструкций из нержавеющей стали так, что композиция в целом указывает на разрыв между личным и общественным пространством. Во многих работах Фримор присутствует ироничное отношение к образу „Невесты“, навеянное работой Марселя Дюшана „Большое стекло“. В работе Фримор „Невеста“ главная героиня становится объектом желания, воплощённым из литых металлических материалов в сочетании с изображениями, выполненными различными художественными методами, такими как фотография.
В своей композиционной работе видео-арта „Обеденное платье (Рассказы о Доре)“ (1997), Тамар Рабан превратила праздничный обеденный стол, диаметром четыре метра, в огромное платье на кринолине, и устроила грандиозный спектакль, который состоялся под и над обеденным столом. Публика была приглашена на обед, приготовленный известным израильским шеф-поваром Цахи Бокстром, и наблюдала, что происходит под столом, через мониторы, смонтированные под прозрачными обеденными тарелками. Представление поднимало вопрос о различии восприятия памяти и личности. Во время шоу Рабан рассказывала различные истории о своей матери Доре, ссылаясь на образ „Доры“ (Иды Бауэр, одной из истеричных пациенток Зигмунда Фрейда). В это время в углу зала художница Пнина Райхман вышивала фразу на английском: „all thouse lost words“ („все эти потерянные слова“) или „contaminated memory“ („загрязнённая память“), разговаривая на идиш.
На многих израильских художников оказало влияние центральное значение гендерного дискурса в мировом искусстве и культуре. В работах видео-арта Хилы Лулу Лин отчётливо видна попытка изменить традиционные представления о женской сексуальности. В работе „Нет больше слёз“ (1994) Лулу Лин выпивает яичный желток. Некоторые художники стремились не только выразить в своих работах гомоэротику и чувство ужаса или смерти, но и изучить социальную легитимность геев и лесбиянок в Израиле. Из этих художников можно особо выделить пару — Нира Надера и Эреза Хароди, а также произведения художника Дани Зэкхайма.
В основном, в 90-х годах XX века экспозиция израильского искусства (незаметно для многих художников) имела тенденцию стремления к „визуализации общего опыта“, которая выражалась в создании функциональных скульптурных структур больших размеров с использованием театральных технологий, особенно в искусстве видео-арта. Субъектом многих таких структур являлся критический обзор пространства. Среди художников этого направления можно выделить Охада Мароми или Михаль Ровнер, создающую видео-структуры, в которых человеческие действия превращаются в декоративные текстовые узоры. В произведениях Ури Цейга преобладает использование видео-инсталляций для пристального наблюдения за человеческими действиями. В работе „Площадь мира“ (2006), например, Цейг создал видео-арт с двумя футбольными командами и с двумя мячами на поле. Изменение установленных правил создавало различные варианты игры и новые действия игроков.
Другая видная художница, создающая масштабные структуры видео-арта — Сигалит Ландау. Ландау создаёт экспрессивные структуры, включающие множество скульптурных элементов, отображающих, в основном, социальную и политическую аллегорию. Апокалиптические шоу от Ландау, такие как „Страна“, „Земля“, (2002) и „Бесконечная резолюция“ (2005), смогли утвердиться в искусстве и получить признание различных аудиторий.

## Скульптурные памятники в Израиле

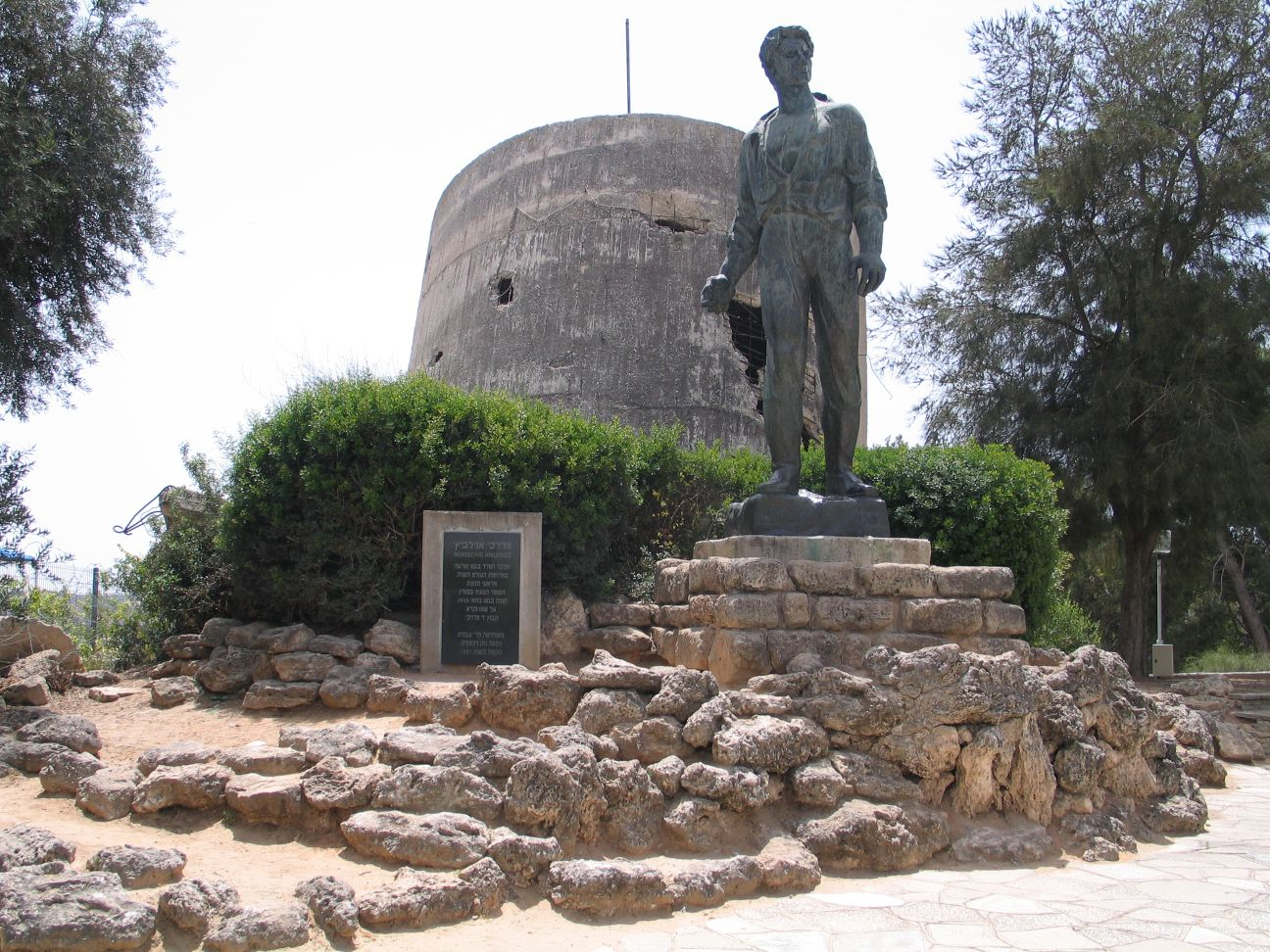
Натан Рапопорт.
Памятник Мордехаю Анелевичу (1951)
в Яд-Мордехай.

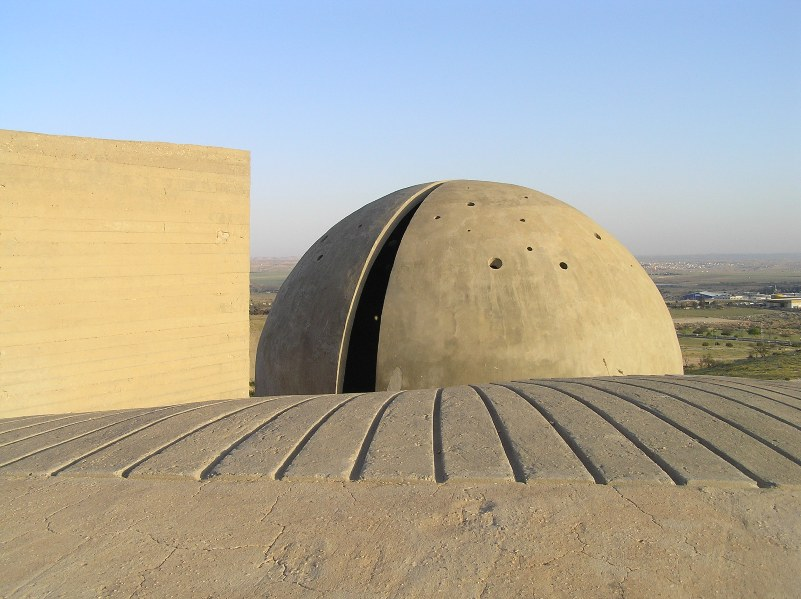
Дани Караван.
Памятник „Бригаде Негева“ (1963—1968).
Беэр-Шева.

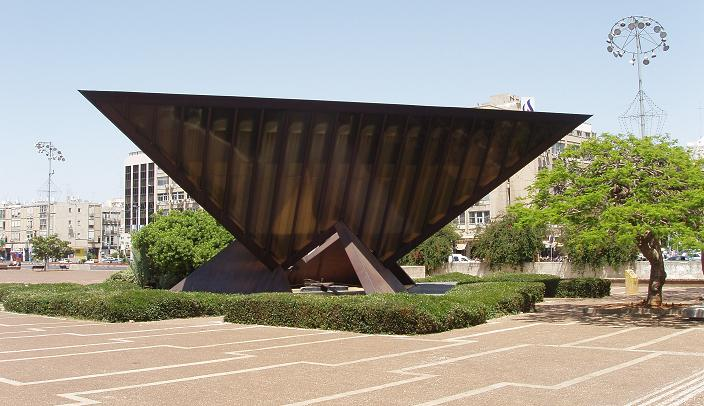
Игаль Тумаркин.
Скульптура „Мемориал Холокоста“ (1975).
Площадь Рабина, Тель-Авив.

В Израиле памятники созданы, в основном, для увековечивания памяти множества различных событий в истории государства, особенно Холокоста и войн Израиля. Памятники выставлены в общественно доступных местах и являются популярным выражением искусства соответствующего периода. Первым крупным памятником в Эрец-Исраэль была статуя «Рычащего льва», созданная скульптором Авраамом Мельниковым и установленная в Тель-Хай. Большие размеры памятника и государственное финансирование работы были новаторством в израильском искусстве того времени. Являясь произведением скульптуры, памятник относится к „ханаанейскому“ искусству раннего периода.
Памятники, возведённые в Израиле в начале 50-х годов XX века, многие из которых были созданы в честь воинов, павших в войнах за освобождение и независимость страны, характеризуются образностью композиций и „элегическим“ тоном, вызывающим сионистские настроения у израильской общественности. Памятники спроектированы как театральное пространство. Общепринятая модель памятника состоит из каменной или мраморной стены, обратная сторона которой не используется. На внешней стороне выгравированы имена погибших, а вместе с ними барельефное изображение раненого солдата или аллегорическое изображение, как, например, изображение льва. Основные памятники были размещены в направлении, перпендикулярном к пространству церемонии, в целях обеспечения качественного обзора со всех сторон.
Один из известных создателей скульптурных памятников в первые десятилетия после создания государства Израиль — Натан Рапопорт, репатриировавшийся в Израиль в 1950 году после пребывания в Варшавском гетто. Многие памятники, воздвигнутые Рапопортом и посвящённые событиям, связанным с войнами за независимость, являются скульптурными произведениями экспрессивного характера, привнесённого из неоклассического стиля. Центральное место в памятнике Рапопорта „Площадь в Варшавском гетто“, установленном в Яд ва-Шем (1971), занимает барельеф под названием „Прогулка к смерти“, где изображена группа евреев, несущих свиток Торы. Слева Рапопорт установил копию памятника, созданную для варшавского гетто. Таким образом, был создан рассказ о Холокосте, подчеркивающий не только трагедию, но и героическое мужество её жертв.
В проектировании памятников учитываются различия между восприятием памяти, характерным для различных периодов. В то время как памятник „Молодому защитнику“, например, относится к группе героических памятников, созданных Натаном Рапопортом в Яд-Мордехай (1951) или на юге (1953), в которых заметен значительный опыт выражения идеологических и социальных аспектов искусства, и являющихся выражением сообщества, в кибуце Арци были установлены памятники интимного характера или посвящённые природе, такие, как например, „Мать и дитя“, созданный Ханой Орлов и установленный в кибуце Эйн-Гев (1952); или памятники Йехиэля Шеми в кибуце Ха-Солелим (1954). Эти произведения отражают внутренний мир личности и являются образцами абстрактного искусства.
В отличие от примеров образного искусства, в скульптурных памятниках, созданных в 50-е годы, заметно преобладание абстрактной тенденции. В центре «Памятника летчикам» (50-е годы), созданного Беньямином Таммузом и Абой Эльханнани в Парке Независимости в Тель-Авив — Яффо, — изображение птицы, парящей над обрывом тель-авивского пляжа. Тенденции абстрактного искусства можно найти и в работах Давида Паломбо, который создал рельефы и памятники для зданий государственных учреждений, таких как Кнессет, или Яд ва-Шем; и во многих других произведениях, таких, как памятник Шломо Бен-Йосефу (1957), созданный Ицхаком Данцигером в Рош-Пине. Тем не менее, поворотный пик тенденции образного изображения выражен в Памятнике «Бригаде Негева» (1963—1968), созданном Дани Караваном на окраине города Беэр-Шева. Памятник выполнен в виде образных элементов с внутренним метафорическим смыслом, композиция которых создаёт физический контакт между самим объектом и пустынным ландшафтом.
Сочетание символизма и абстракции заметно в «Скульптуре памяти жертв Холокоста», установленной на площади Рабина в Тель-Авиве (ранее «Площади царей Израиля»). Игаль Тумаркин при создании памятника использовал элемент символьной формы — перевёрнутую пирамиду, выполненную из стали, бетона и стекла. Хотя стеклянный памятник был призван отражать то, что происходит в городе, не отражая новое пространство, он гармонично вписался в общий пейзаж. Художественная трактовка, выраженная в произведении пирамидальной формы с треугольной основой, окрашенной в жёлтый цвет, символизирует «позор». Две совмещённые структуры образуют звезду Давида. Тумаркин образно сопоставлял памятник с «открытой тюремной камерой». В одном из интервью Тумаркин объяснял, что пирамида выступает и в качестве доказательства разрыва между идеологией и результатом порабощения: «Какой урок мы извлекли из строительства пирамид 4200 лет назад […] являются ли принудительный труд и смерть выражением свободы?».
В 90-е годы ХХ-го века в Израиле началось строительство памятников зрелищного характера, не являющихся произведениями абстрактного искусства. В «Детском Мемориале» (1987), созданном Моше Сафди, или в мемориале «Вертолётная катастрофа», созданном в 2008 году, преобладает тенденция (наряду с символическими формами) использования различных методов, создающих эмоциональное восприятие.

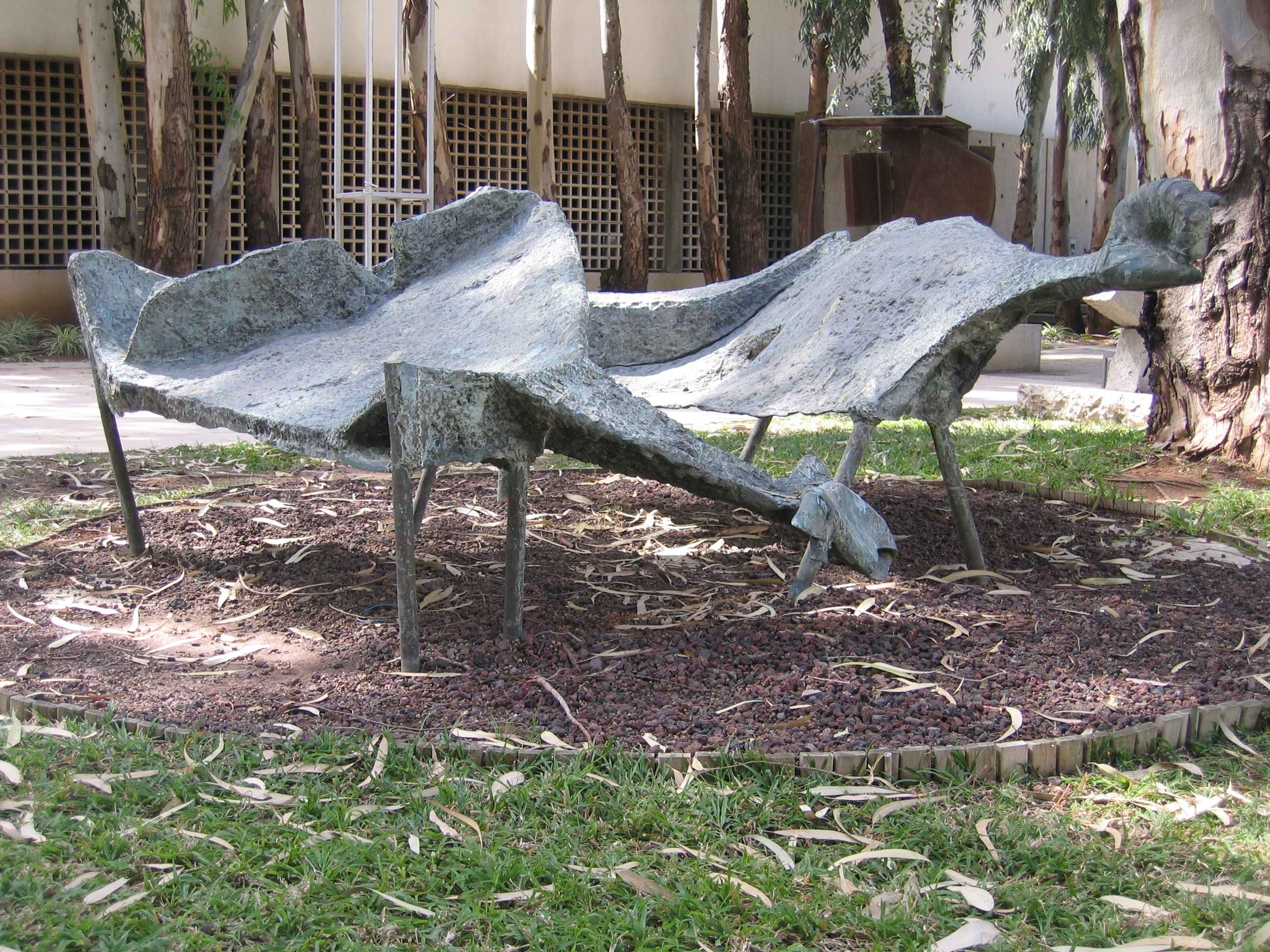
Ицхак Данцигер.
«Овцы Негева» (1963).
Тель-Авивский музей изобразительных искусств.

## Свойства израильской скульптуры
Израильское изобразительное скульптурное искусство характеризуется неоднозначным отношением к реалистичному изображению человеческого тела. Рождение израильской скульптуры совпало с бумом авангарда и модернизма в европейском искусстве, влияние которого проявилось и в скульптуре, созданной в период, начиная с 30-х годов XX века до настоящего времени. В сороковые годы в среде местных художников преобладала тенденция примитивизма, а с появлением «ханаанейской» скульптуры было высказано мнение, что развитие человеческого тела «носит характер ландшафта Эрец-Исраэль».
Пейзаж пустыни был центральной темой многих произведений искусства вплоть до 80-х годов XX века. Сокращалось использования камня и мрамора, а также традиционных методов обработки материала, таких как резьба, в то время как предпочтение отдавалось литью и сварке. Особенно это стало заметно в середине XX века, когда возросла популярность абстрактного искусства «Новых горизонтов». Однако, именно эти методы позволили художникам создавать скульптурные произведения монументальных масштабов, что ранее не было распространенным явлением в израильском искусстве.

## Награды израильских скульпторов
| Лауреаты премии Дизенгофа - 1938 — Труда Хаим - 1940 — Вилли Левин - 1943 — Моисей Стреншус - 1944 — Батья Лишанский - 1945 — Ицхак Данцигер - 1946 — Дов Фейгин - 1947 — Аарон Прайвер - 1948 — Моше Цифер - 1948 — Майкл Кара - 1950 — Косо Элул - 1950 — Шошана Хейман - 1951 — Руди Леманн - 1951 — Лев Резник - 1953 — Зеев Бен-Цви - 1954 — Йехиэль Шеми | Лауреаты премии Дизенгофа - 1956 — Моше Стреншус - 1956 — Батья Лишански - 1958 — Мордехай Питкин - 1959 — Захара Шац - 1960 — Аарон Прайвер - 1963 — Цви Альдоби - 1965 — Буки Шварц - 1966 — Рудольф Леманн - 1966 — Пинхас Эшет - 1967 — Шошана Хейман - 1969 — Роберт База - 1976 — Якоб Лучански - 1985 — Игаль Тумаркин - 1990 — Менаше Кадишман - 2011 — Наум Тевет | Лауреаты премии Израиля - 1953 — Зеев Бен-Цви - 1955 — Захара Шац - 1968 — Ицхак Данцигер - 1977 — Дани Караван - 1986 — Йехиэль Шеми - 1988 — Батя Лишанский - 1995 — Менаше Кадишман - 2000 — Майкл Гросс - 2004 — Игаль Тумаркин - 2009 — Миха Ульман - 2011 — Яков Доршин | Лауреаты премии фонда «Gottesdiener» - 1997 — Йоав Шмуэли - 1998 — Эхуд Мароми - 1999 — Игудит Саспортс - 2003 — Нелли Агаси - 2004 — Сигалит Ландау - 2007 — Талия Кейнан - 2010 — Ян Тихи | Лауреаты премии фонда «Dan Sandel» - 2001 — Моти Мизрахи - 2002 — Эммануэль Хацупа - 2004 — Майя Коэн Леви - 2005 — Цадок Бен Давид - 2006 — Буки Шварц - 2008 — Сигалит Ландау - 2009 — Эрез Исраэли |